# NSU Motorenwerke
NSU Motorenwerke AG, вживається також NSU — німецька компанія-виробник автомобілів, мотоциклів та велосипедів, заснована в 1873 році. 1969 року була поглинута Volkswagen Group та об'єднана з Auto Union AG. Спільне підприємство згодом трансформувалось у компанію, яка нині відома під назвою Audi. Модель NSU Spider 1964 року стала першим серійним автомобілем у світі, оснащеним безклапанним роторним двигуном (т.зв. двигун Ванкеля).

## Історія

### Заснування компанії

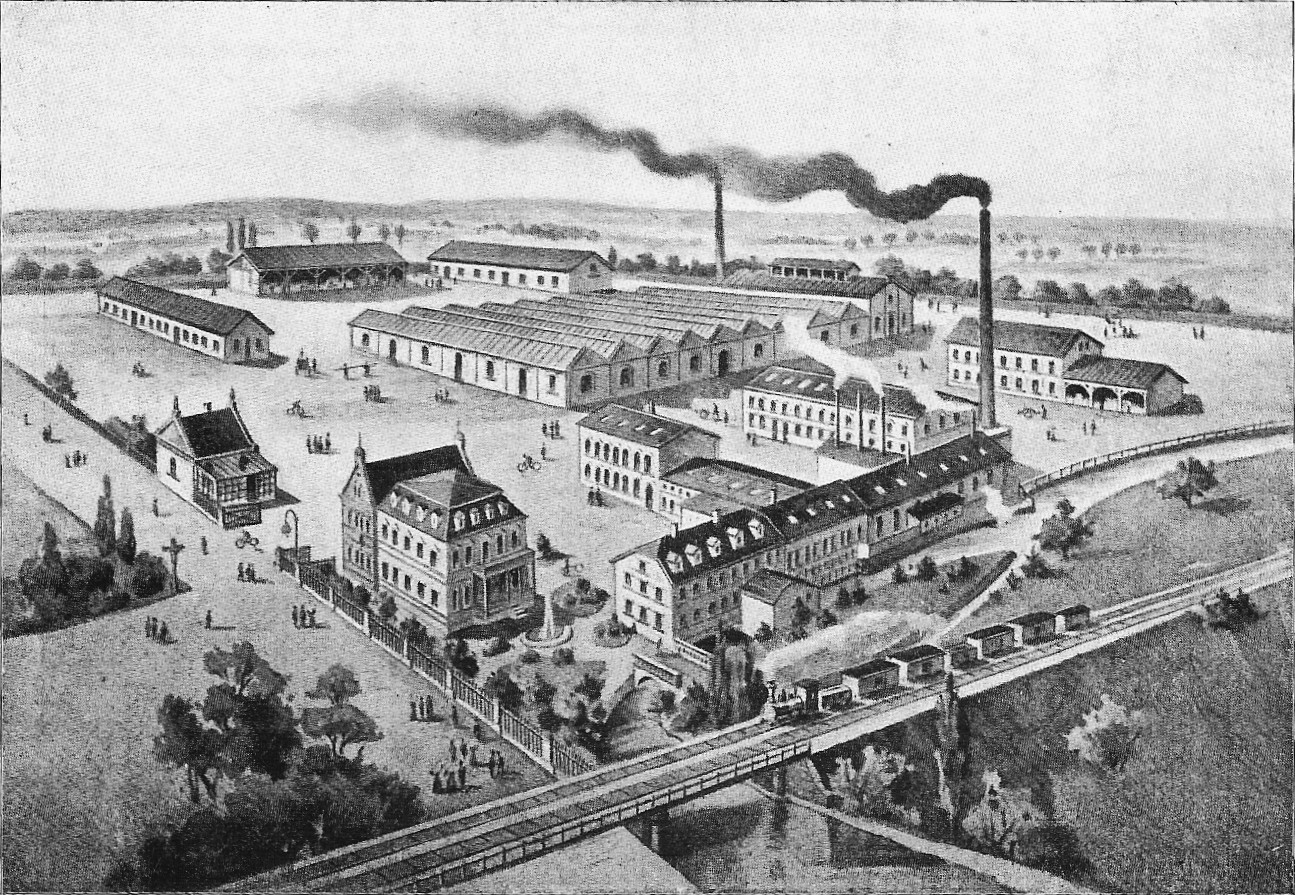
Будівля заводу NSU в 1900 році

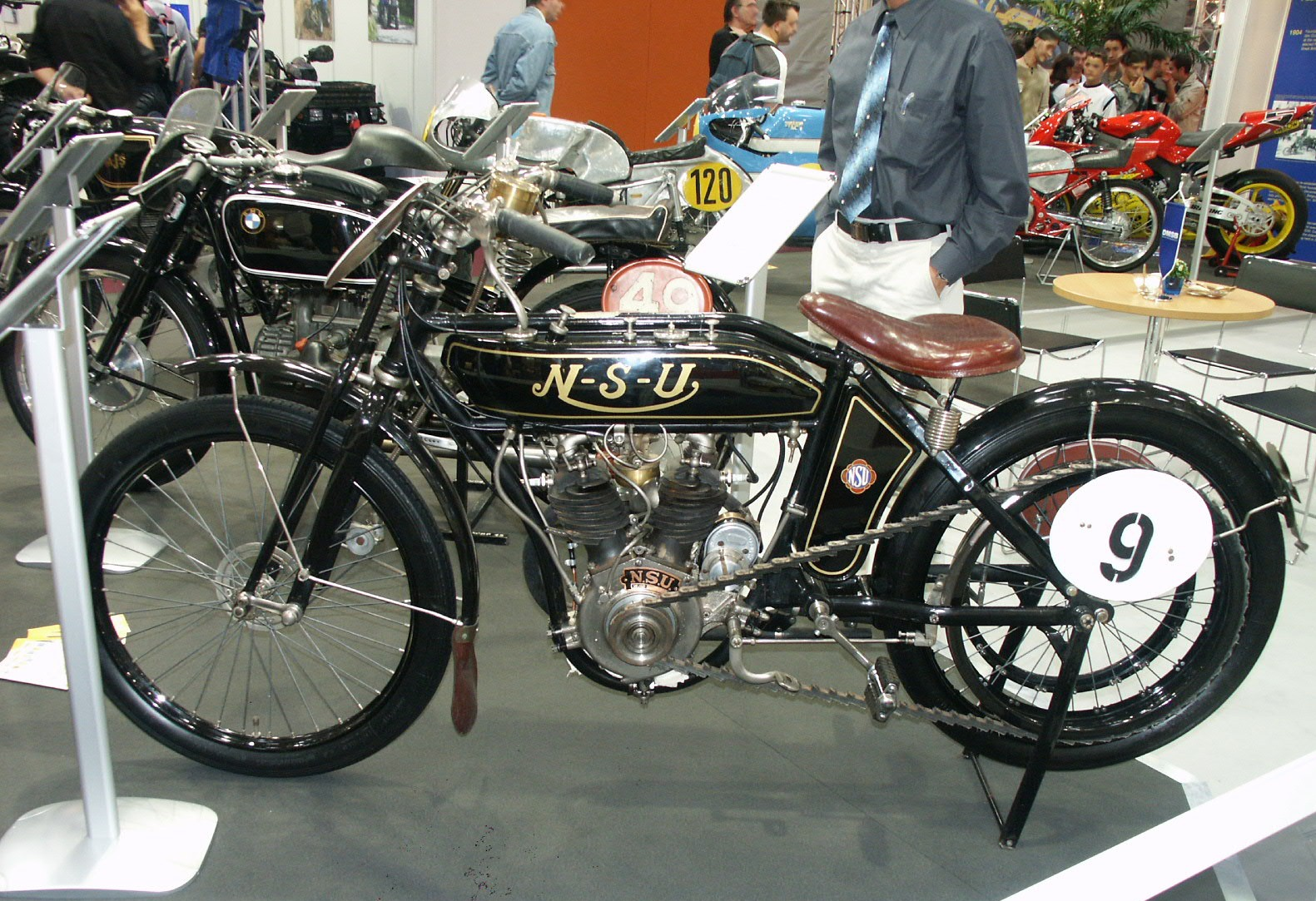
N.S.U. Motorrad

У 1873 році два швабських механіки  Крістіан Шмідт і Генріх Штоль засновують у містечку Рідлінген фірму з виробництва в'язальних машин — Mechanische Werkstätte zur Herstellung von Strickmaschinen. Через 3 роки компаньйони розривають ділові стосунки і Штоль засновує нове підприємство — Strickmaschinenfabrik Heinrich Stoll, яке на сьогодні стало великою міжнародною компанією Stoll GmbH & Co KG.
Шмідт же продовжив розвивати підприємство і незабаром став потребувати більш просторого приміщення, яке мало б вихід до води. З цією метою у квітні 1880 року він купує колишню дробильну фабрику в містечку Неккарзульм: там невелика річка Зульм впадає в судноплавну річку Неккар. У лютому 1884 року Крістіан Шмідт помирає у віці 39 років, а біля керма фірми стає Готтлоб Банцхаф — його брат, який прийшов у компанію ще 1879 року. У квітні того ж року він вирішує реорганізувати сімейне підприємство в акціонерне товариство, яке отримало ім'я Neckarsulmer Strickmaschinen-Fabrik AG.
Через 2 роки фірма починає випускати велосипеди з величезним переднім і маленьким заднім колесом під маркою Germania. У цьому ж році фірма продала колеса власного виробництва Готтлібу Даймлеру для його дослідів з мотоциклами та автомобілями. У 1888 році модельний ряд велосипедів розбавили так звані безпечні, низькі велосипеди, які стали продавати під маркою Pfeil. У 1892 році підприємство припинило випускати в'язальні машини, зосередившись виключно на велосипедах. Через 5 років фірму було вирішено перейменувати в Neckarsulmer Fahrradwerke AG, а велосипеди продавати під маркою NSU: так було вирішено скоротити назву міста Neckarsulm (Неккарзульм), де і знаходилась фірма.

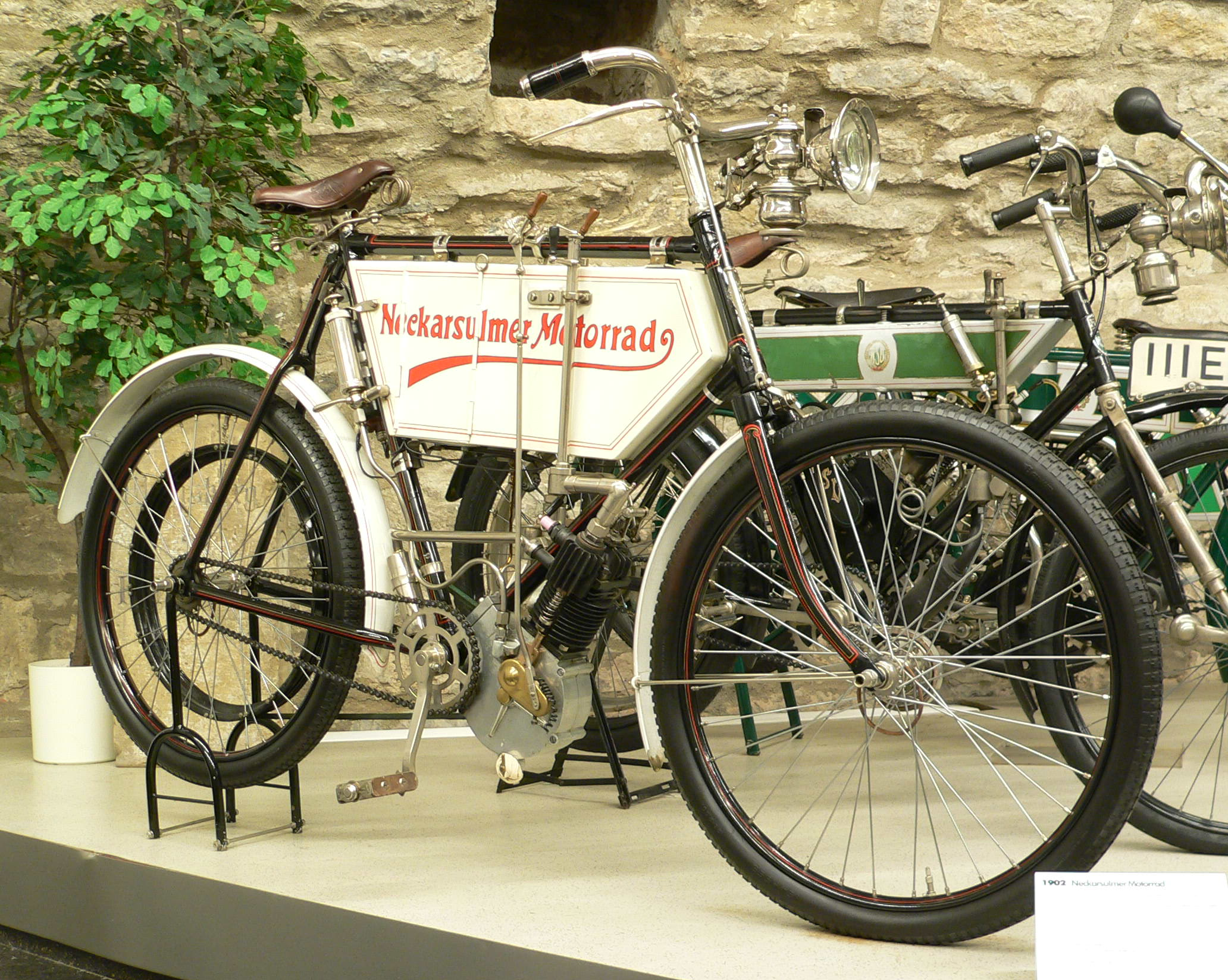
Neckarsulmer 1,25PS

У 1901 році Банцхаф вирішує вийти на ринок мотоциклів, запустивши модель Neckarsulmer, яка комплектувалась 1-циліндровим 211-кубовим двигуном швейцарської фірми Société des Moteurs et Automobiles Zedel, що розвивав потужність 1,25 к.с. Через 2 роки фірма стала сама випускати власні двигуни об'ємом 330 см³.
У 1904 році мотоцикли стали продавати як N.S.U. Наступного року компанія випустила трицикли N.S.U. Sulmobil  — як пасажирські, так і вантажні. Вони комплектувалися 1-циліндровим 450-кубовим двигуном потужністю 3,5 к.с., який встановлювався над переднім колесом та за допомогою ланцюга обертав його.

### Початок виробництва автомобілів
У 1905 році NSU підписала угоду з бельгійською фірмою Usine Pipe SA про виробництво за ліцензією автомобілів моделей 32CV і 70CV. Вибір припав на них, бо це були доволі хороші автомобілі, які, між іншим, оснащувалися амортизаторами, двигуни мали верхнє розташування клапанів і напівсферичну камеру згоряння (HEMI). Крім того, автомобілі марки Pipe дуже успішно виступали на гонках. Однак у Німеччині ці автомобілі не користувались попитом через свою дорожнечу, за весь рік було зібрано всього близько 20 одиниць.

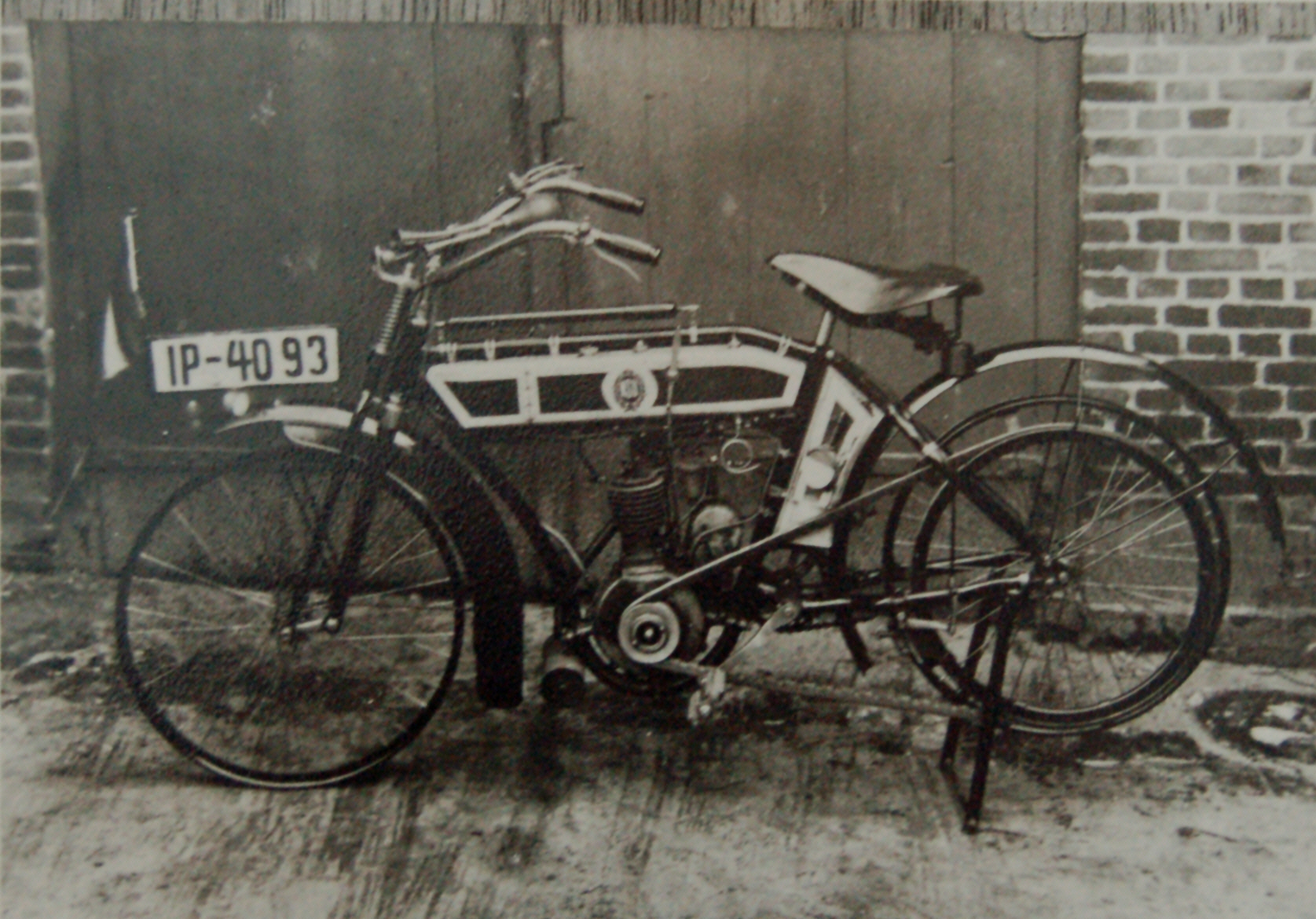
N.S.U. Uetersen, модель 1906 року

Однак, не розчарувавшись гірким досвідом, фірма вирішила продовжити автомобільний бізнес і в 1906 році за допомогою головного конструктора бельгійської фірми (що прийшов з фірми Daimler Motoren GmbH)  Отто Пфендера запускає у виробництво автомобілі малого класу власної конструкції. Первісток оснащувався 4-циліндровим двигуном робочим об'ємом 1,4 л, який розвивав потужність 12 к.с. та мав назву 6/10PS.
Незабаром до нього приєдналися ще дві моделі: великогабаритна 15/24PS з двигуном у 3,9 л та розвізний фургончик 6/8PS з двигуном 1,2 л.

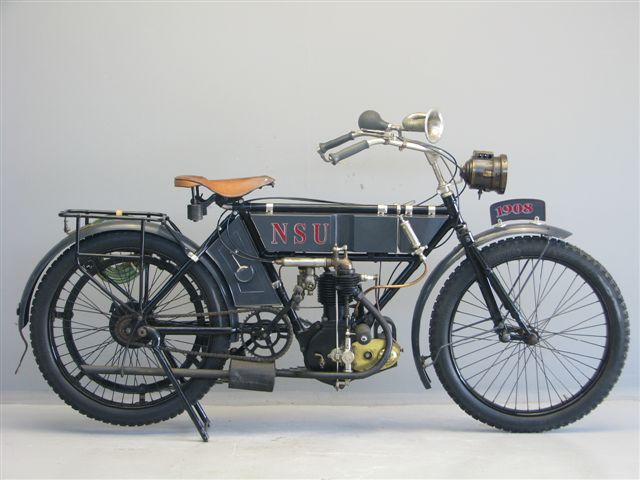
N.S.U. 3,5PS, модель 1908 року

У 1907 році з'явилося ще три моделі: 8/15PS з 1,8 літровим двигуном, 6/12PS (1,5 л) і 10/20PS (2,6 л), тим самим розширивши модельний ряд до 6 моделей.
У 1909 році фірма вирішує випустити найменшу і, відповідно, дешеву машину, під капотом якої був встановлений 2-циліндровий двигун об'ємом 1,1 л та потужністю 10 к.с., що відобразилось у назві моделі — 5/10PS. Найкращим способом для її реклами було рішення виставити автомобіль на гонки Prinz Heinrich Fahrt 1909 року — зазвичай на цих змаганнях виставлялися потужні спортивні машини, проте, не дивлячись на усмішки конкурентів, всі три 5/10PS фінішували без єдиної поломки. Успішна участь у змаганнях позитивно позначилася на попиті.

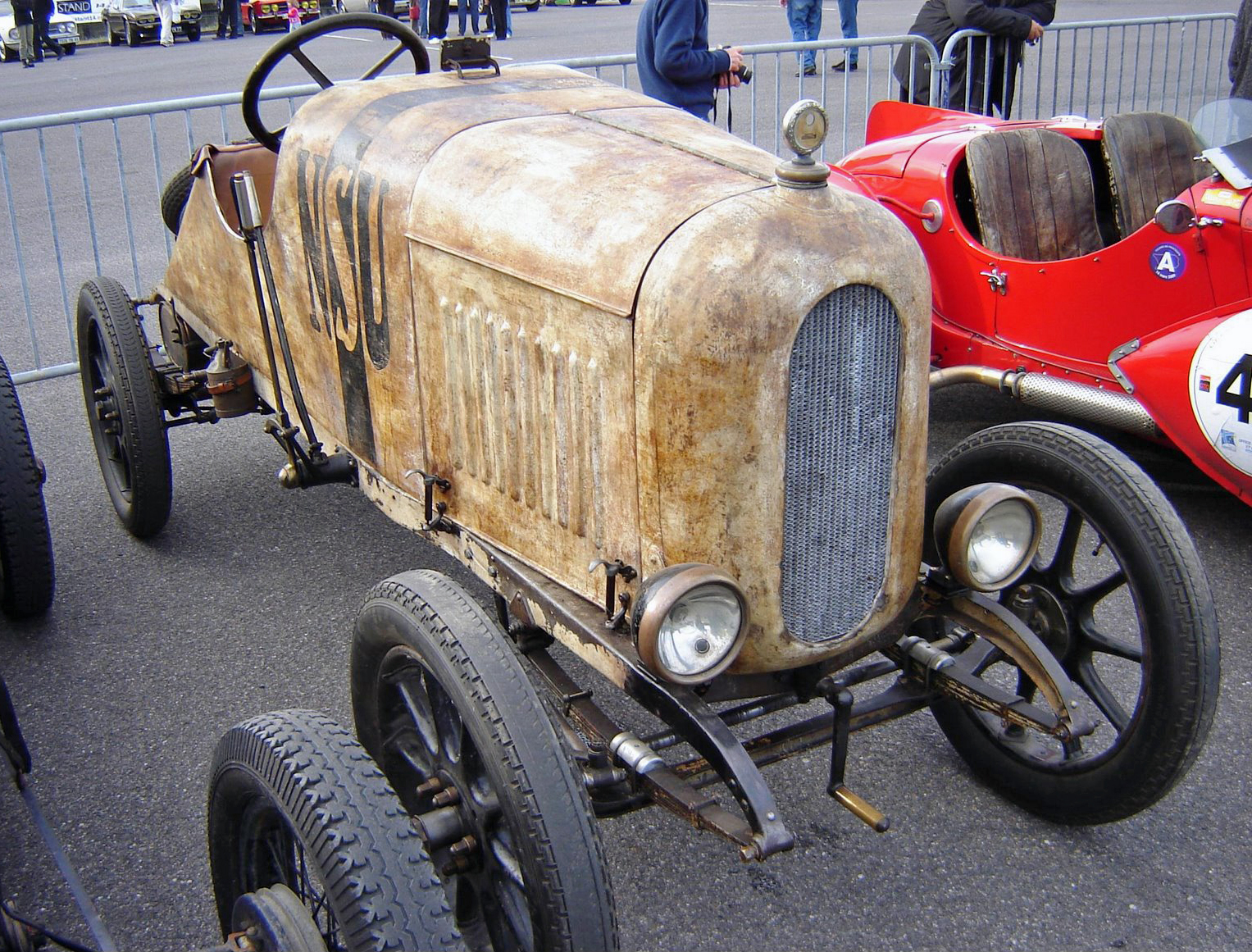
N.S.U. 5/15PS, модель 1914 року

Наприкінці 1910 року колишні машини були зняті з виробництва, їх замінила нова лінійка: 4-циліндровий 8/24PS з 2,1 л двигуном і дві 6-циліндрові моделі — 10/30PS (2,6 л) і 13/40PS (3,4 л). Усі три моделі мали 4-ступінчасту трансмісію. У 1914 році 10/30PS успішно бере участь у змаганнях у Північній Африці, де посідає перше місце в "Circuit de Marocco".
У 1913 році фірма перейменовується в Neckarsulmer Fahrzeugwerke AG, а машини тепер маркуються як NSU (крапки між літерами зникли). Разом з новою назвою підприємства автомобілі отримують і новий дизайн радіаторної решітки: тепер замість квадратної форми, яка була запозичена в автомобілів марки "Pipe", красувалася підковоподібна. У цей період компанія випускає близько 500 автомобілів на рік, близько 20 000 велосипедів та 2 500 мотоциклів. Як не дивно, головним ринком збуту продукції стає Росія; техніка також була представлена в Скандинавії і на таких екзотичних ринках, як Індія, Бразилія і Туреччина.

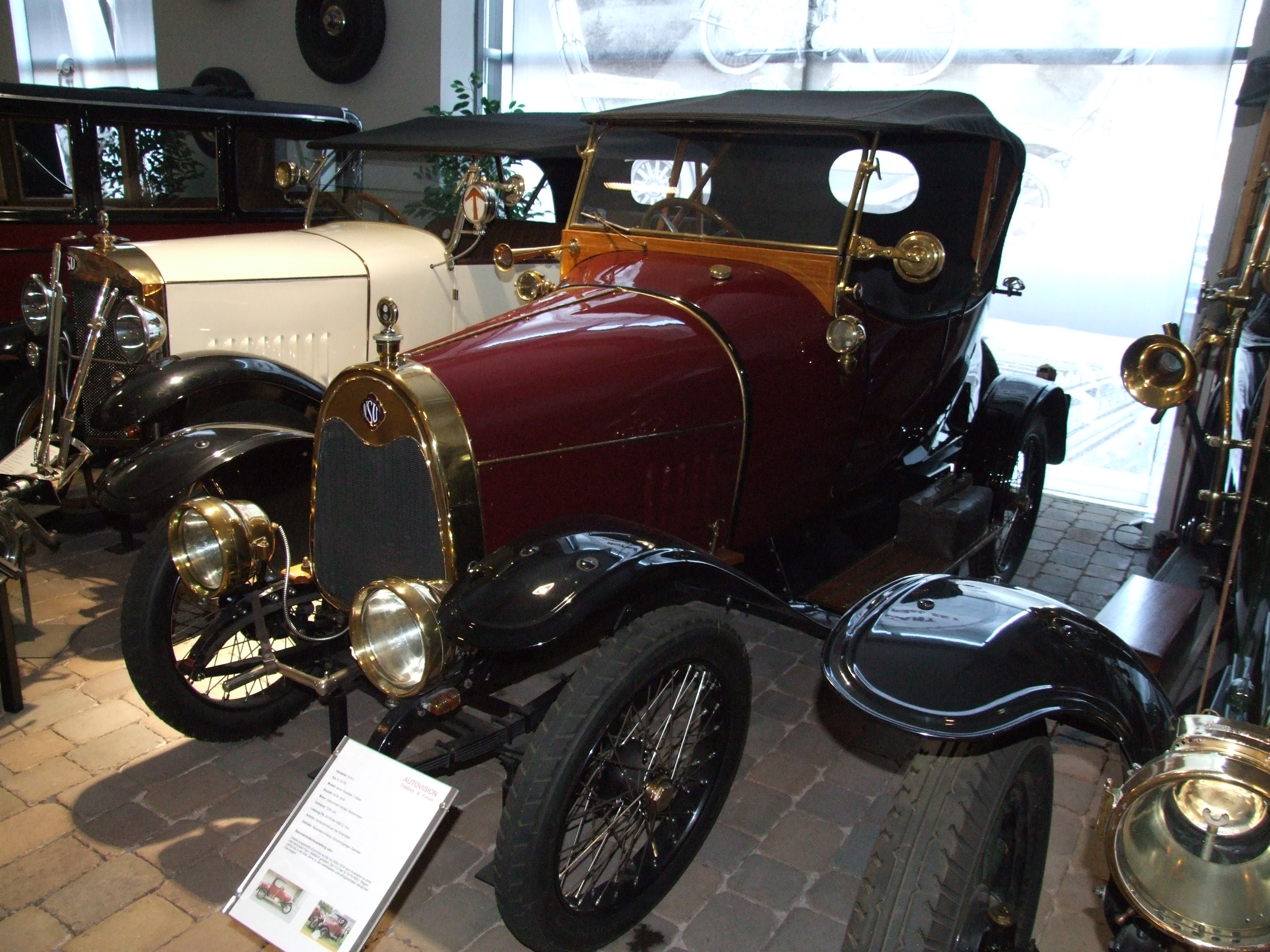
NSU 5/15PS Roadster

У 1914 році було вирішено розбавити модельний ряд, який складався з дорогих і солідних автомобілів, більш доступним  5/15PS з 1,2 л двигуном, який, незважаючи на малий об'єм, комплектувався 4-ступінчастою коробкою передач і карданом.
Однак Перша світова війна, що почалася, завадила налагодити масове виробництво цих автомобілів, у яких багато журналістів бачило прямих конкурентів "Пежо Бебе" , адже німецька машина була  потужнішою, більш досконалою і швидшою за дітище Етторе Бугатті.
Для військових потреб NSU налагоджує виробництво 2,5 т вантажівки з 3,6 л двигуном потужністю 54 к.с., а також мотоциклів та велосипедів.

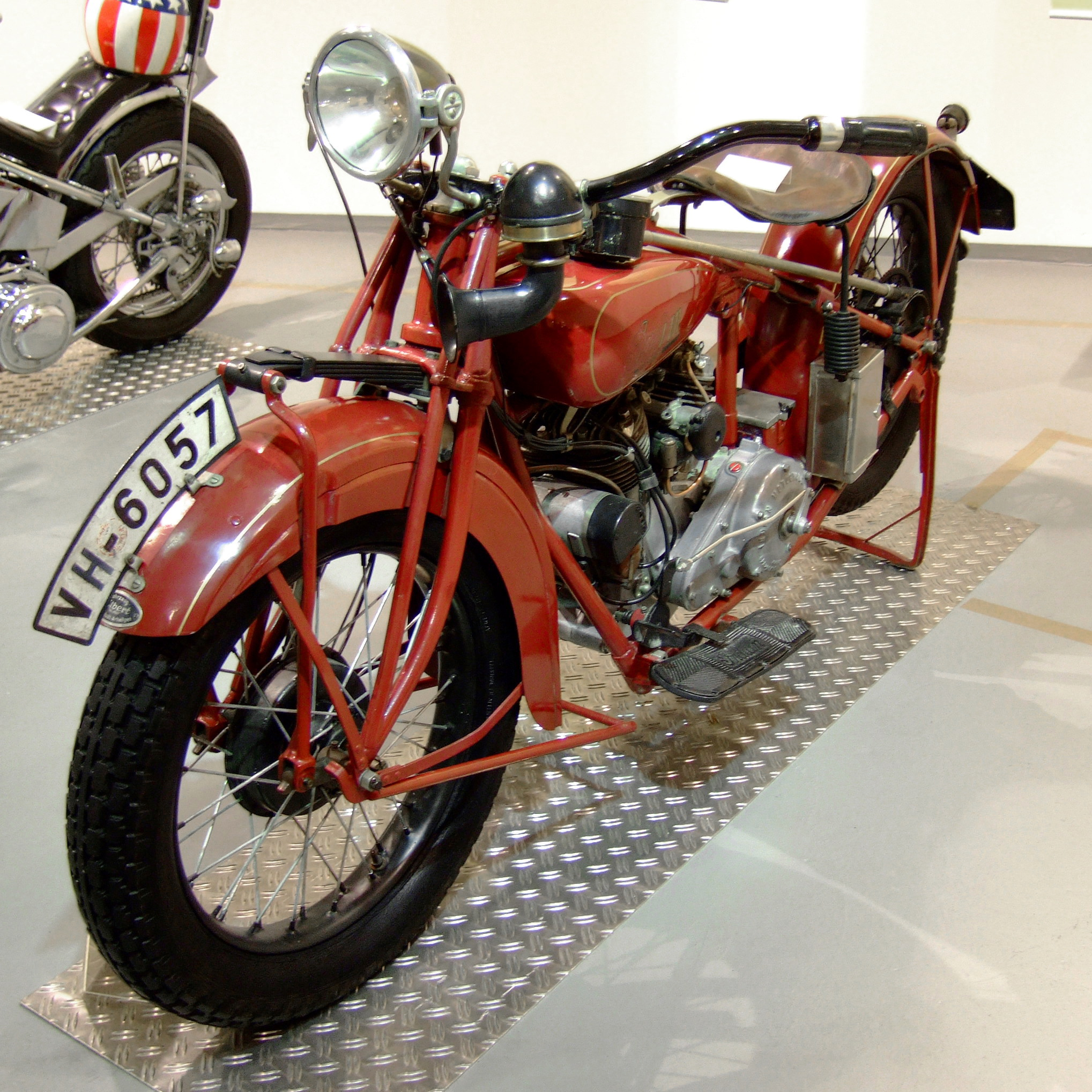
NSU Indian Scout, модель 1920 року

Після війни, в 1919 році, компанія відновила виробництво двох довоєнних моделей — 5/15PS, потужність двигуна якої була тепер доведена до 20 к.с., та 8/24PS, двигун якої видавав уже 30 к.с. Автомобілі відрізнялися від довоєнних праскоподібною формою радіаторної решітки.
Через 2 роки до них приєдналася нова модель з двигуном об'ємом в 3,6 л при 6-ти циліндрах, який встановлювався на вантажні машини під час війни — 14/40PS.

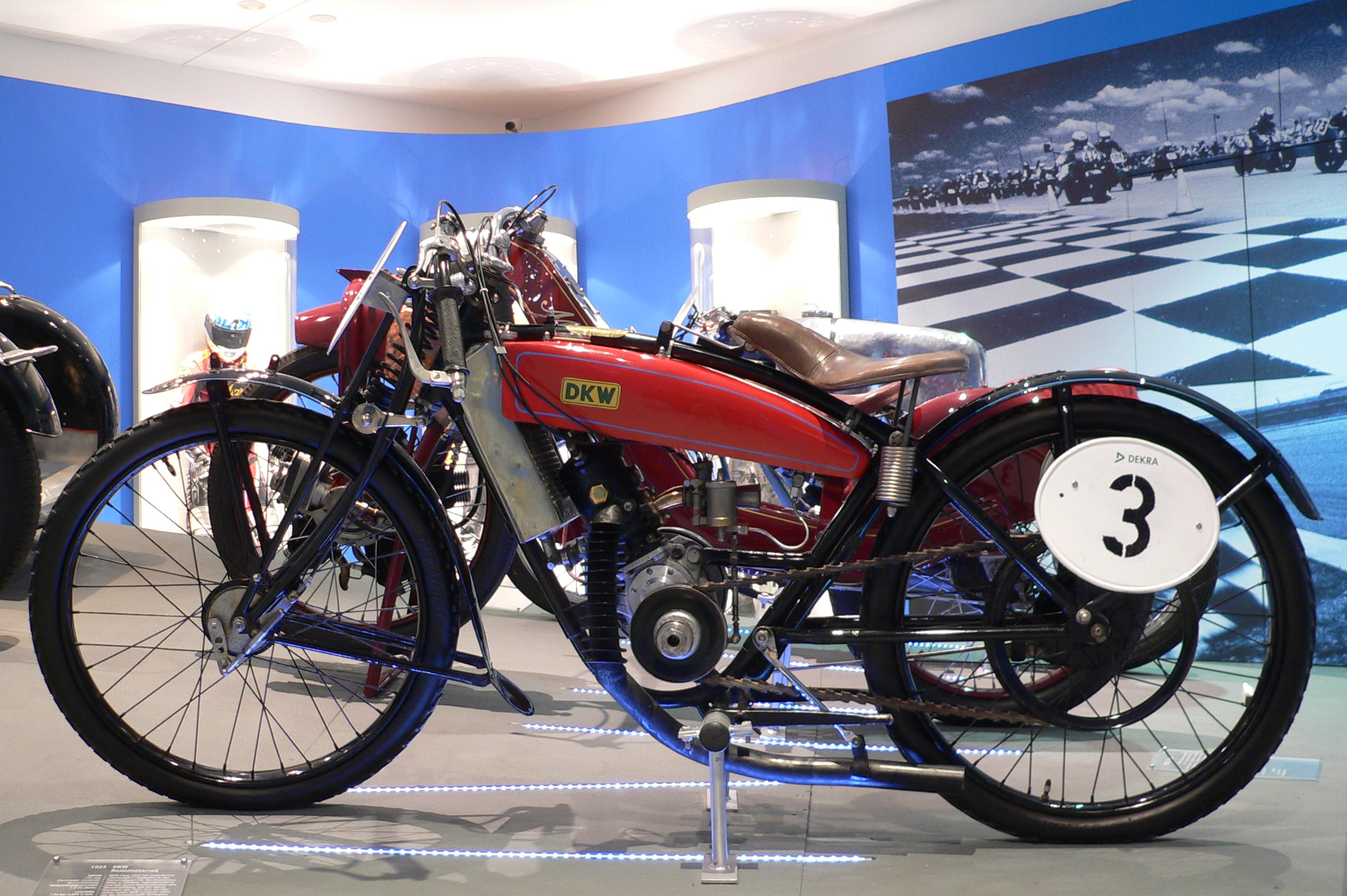
NSU 1925 року

У 1923 році фірма будує на базі 5/15PS спортивні автомобілі з 1,3 л двигуном — 5/30PS Sport. 3 машини були виставлені на гонки Avusrennen, у яких здобули 3 перших місця на п'єдесталі: перший автомобіль розвинув середню швидкість у 120 км/год, наступні фінішували з інтервалом по 40 секунд, що для багатогодинних гонок є нечастим — фінішувати з такою мінімальною різницею. У 1924 році машини повторили свій успіх на тій же гонці.

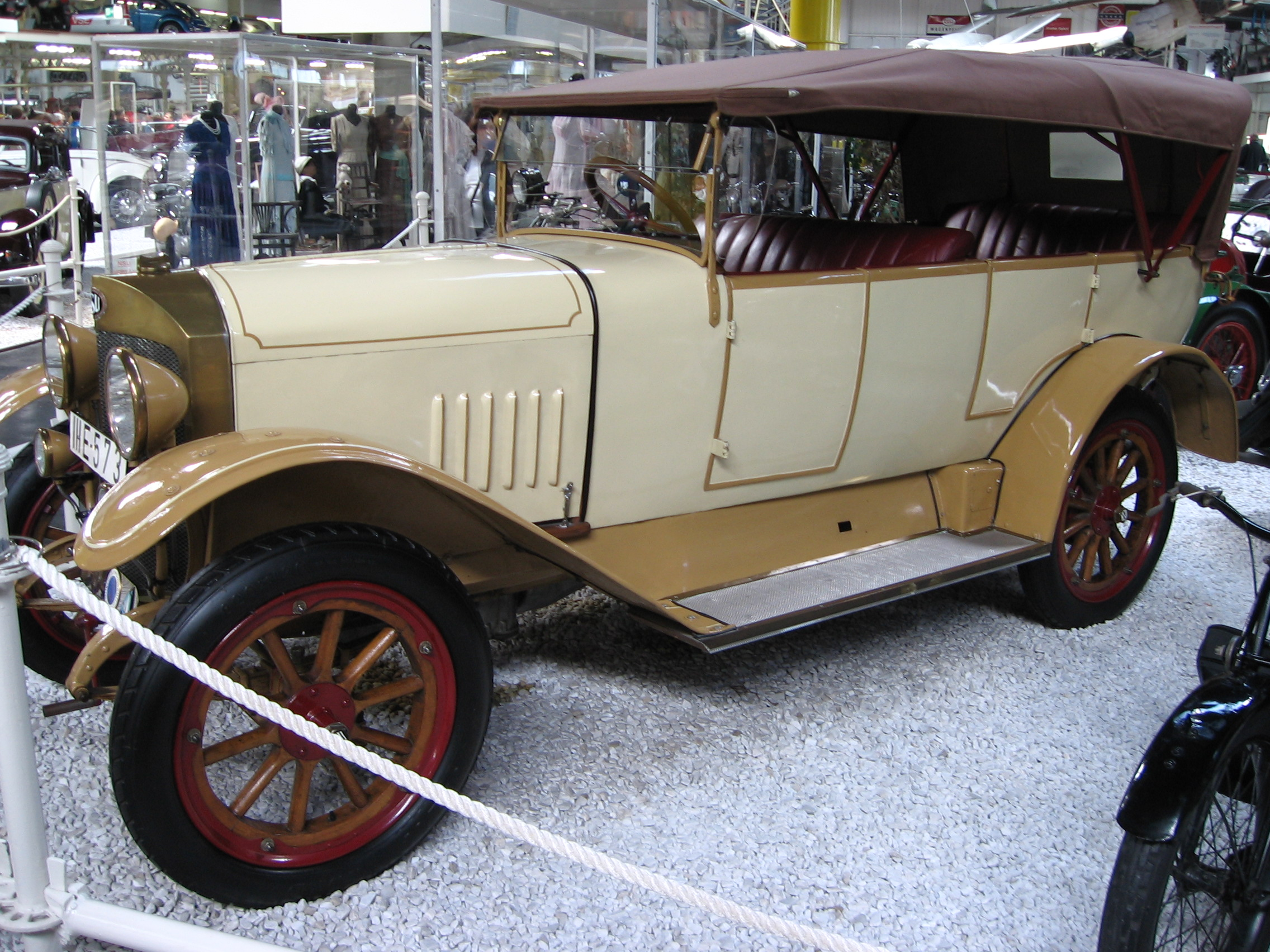
NSU 8/40PS

У 1925 році відбувається деяке оновлення моделей, машини отримують нові індекси. Замість 5/15PS з'являється 5/25PS, який оснащується таким же двигуном, що був на спортивних машинах, з тією лише різницею, що його дефорсували до 25 к.с.; 2,1 л модель, яка отримує індекс 8/40PS, розвиває тепер 40 к.с., 6-циліндрова ж, яка не мала попиту на післявоєнному ринку, була знята з виробництва. Цікаво, що молодша модель стала оснащуватися гальмами всіх коліс і на неї можна було замовити прекрасні кузови Boattail-Speedster фірми Drautz, машина з таким кузовом могла розвивати швидкість до 90 км/год.

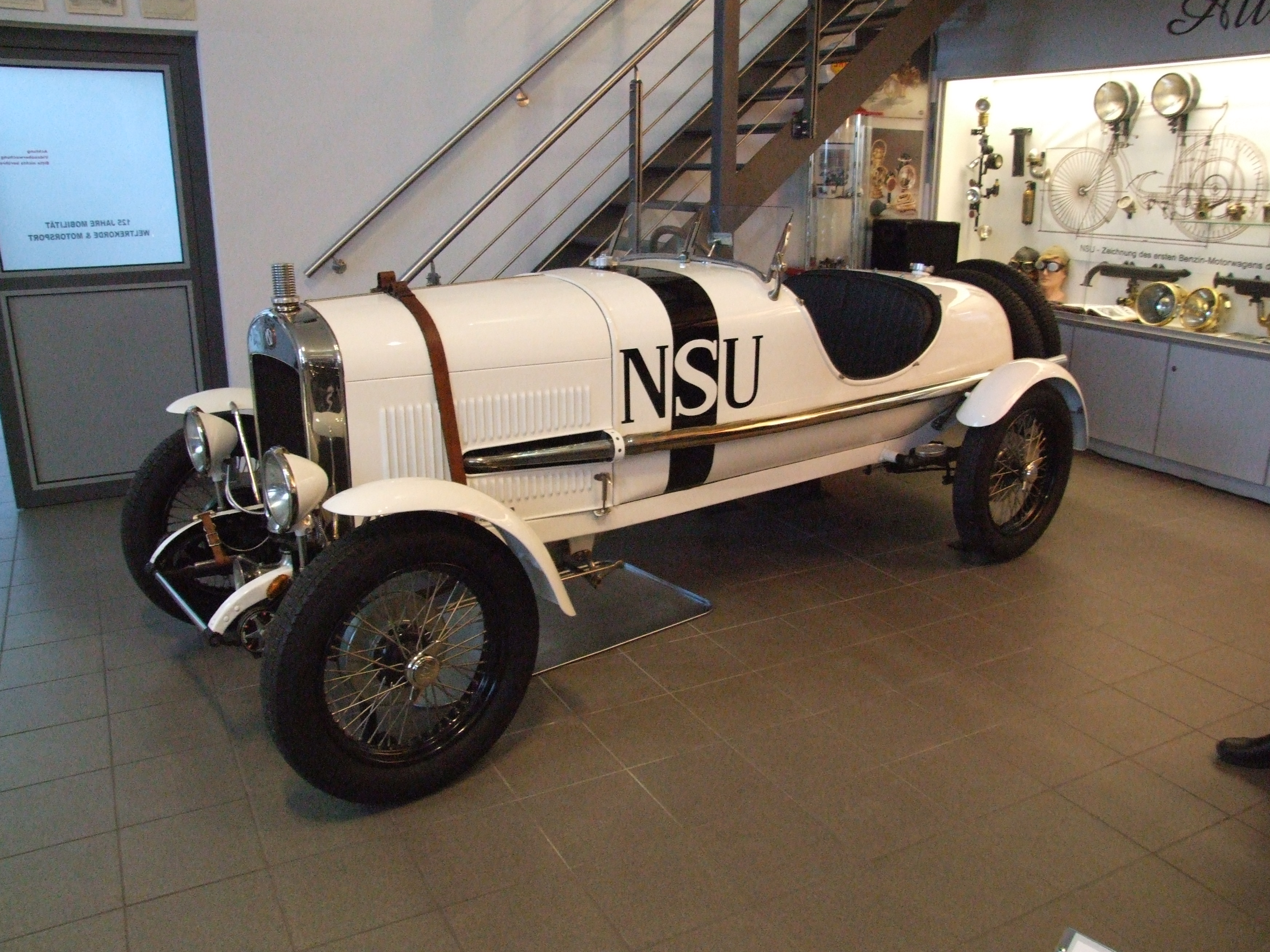
NSU 5/25PS Boattail-Speedster

Основна маса продавалася з більш простими кузовами. Тоді ж, коли попит на машини став перевищувати можливості їх виробництва, було вирішено побудувати новий завод у Хайльбронні.
У 1926 році берлінська фірма Carosseriewerke Schebera AG, якою управляв уродженець Одеси Яків Шапіро (між іншим, до злиття з компанією "Даймлер Моторен" 40% акцій компанії "Бенц" належало цьому самому Шапіро, а кузови "Бенцу" поставляла компанія "Шебера"), зливається з Neckarsulmer Fahrzeugwerke AG, стаючи головним акціонером і власником фірми.

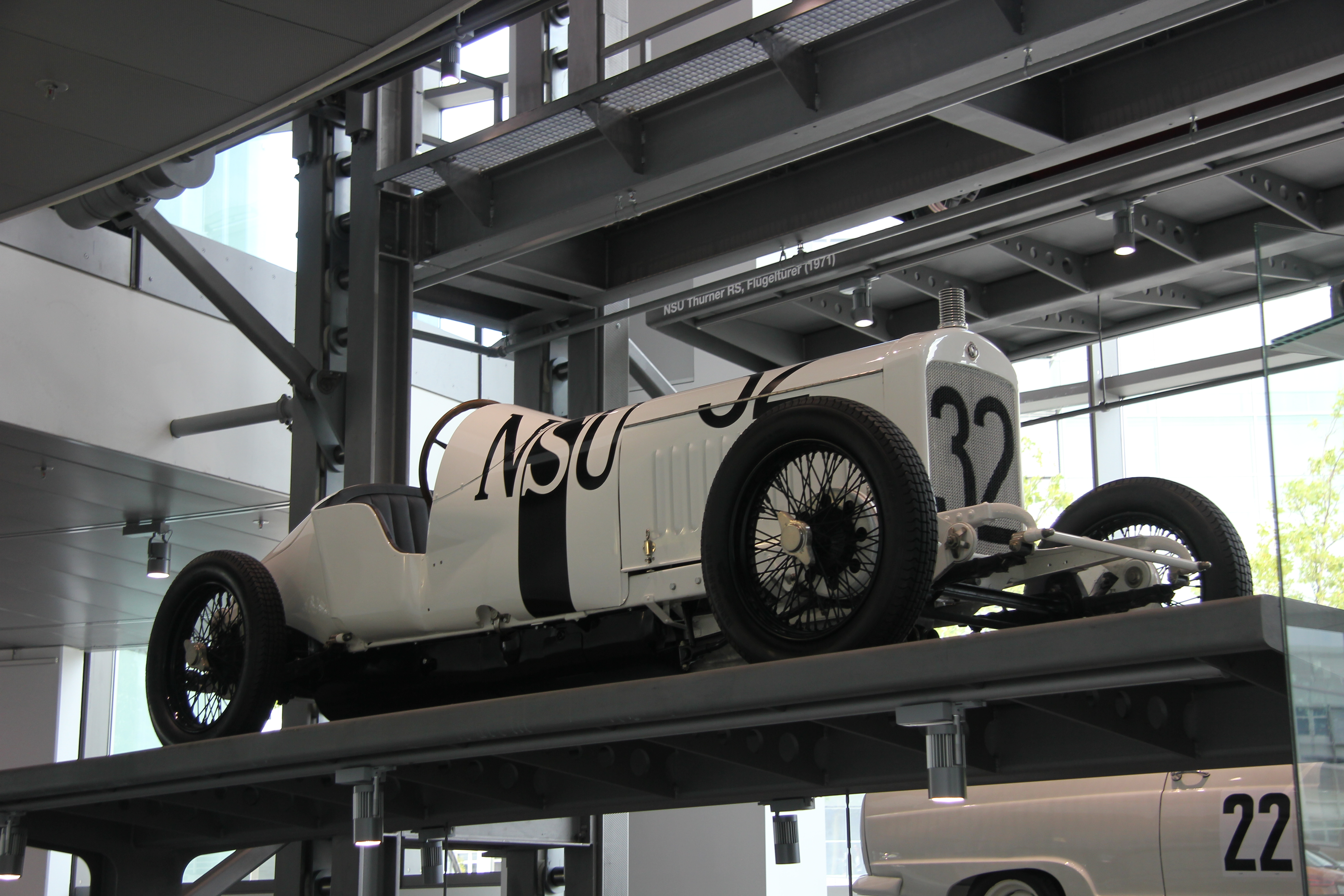
NSU 6/60PS K Rennenwagen, модель 1926 року

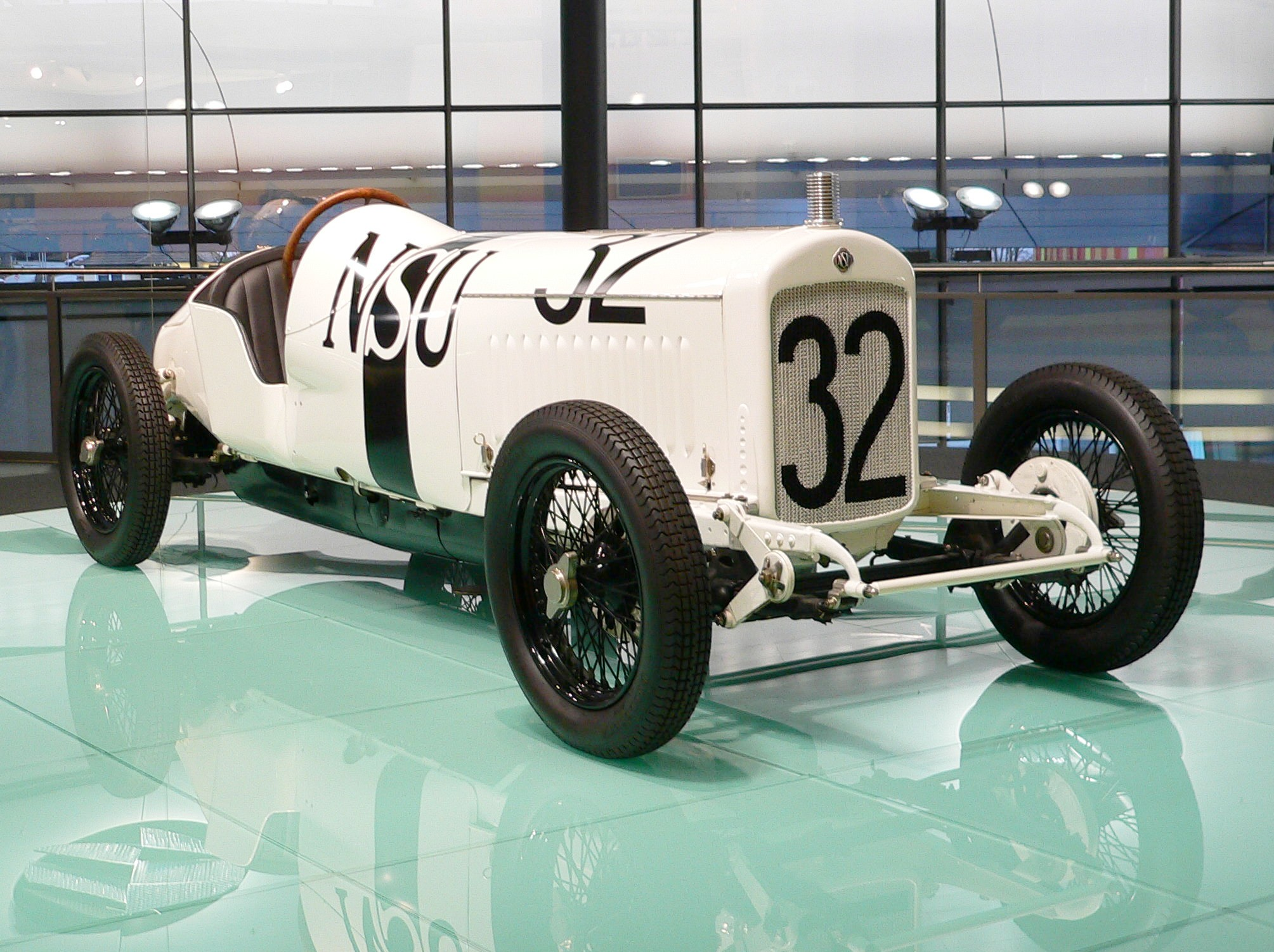
NSU 6/60PS K Rennenwagen

У тому ж році фірма готує до престижних гонок Avusrennen на чемпіонат Німеччини чотири спортивні машини з 6-циліндровими 1,5 л двигунами, на які встановлено компресори системи "Рутс", що разом розвивали потужність 60 к.с. По прямій машина могла розігнатися до швидкості 175 км/год, зокрема завдяки малій вазі, оскільки кузови були виготовлені з алюмінію. Четвірка NSU 6/60K прийшла до фінішу першою у своєму класі, посівши перше, друге, третє і четверте місця. Середня швидкість за гонку в переможця свого класу (до 1,5 л) — Кльобле — була всього на 9 км/год меншою (126 км/год), ніж у Карачіолли, який виступав на компресорному 8-циліндровому 2 л Mercedes М218 Monza.

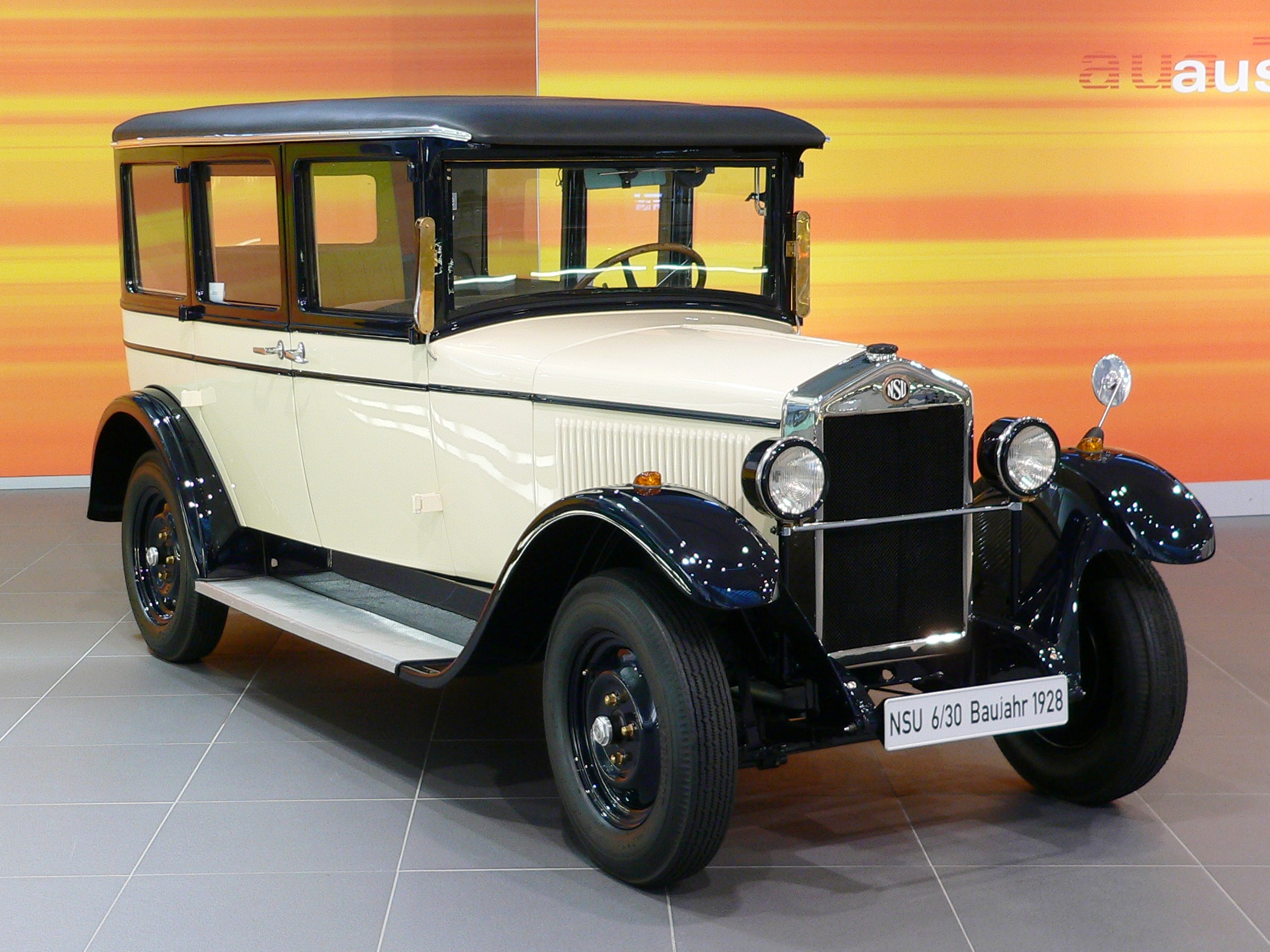
NSU 6/30PS Limousine

У 1927 році фірма перейменовується в NSU Vereinigte Fahrzeugwerke AG. У середині цього року знімається з виробництва морально застаріла модель 8/40PS, замість неї з'являються дві 6-циліндрові моделі: 6/30PS і 7/34PS, перша оснащується 1,6 л двигуном, а друга — 1,8 л.

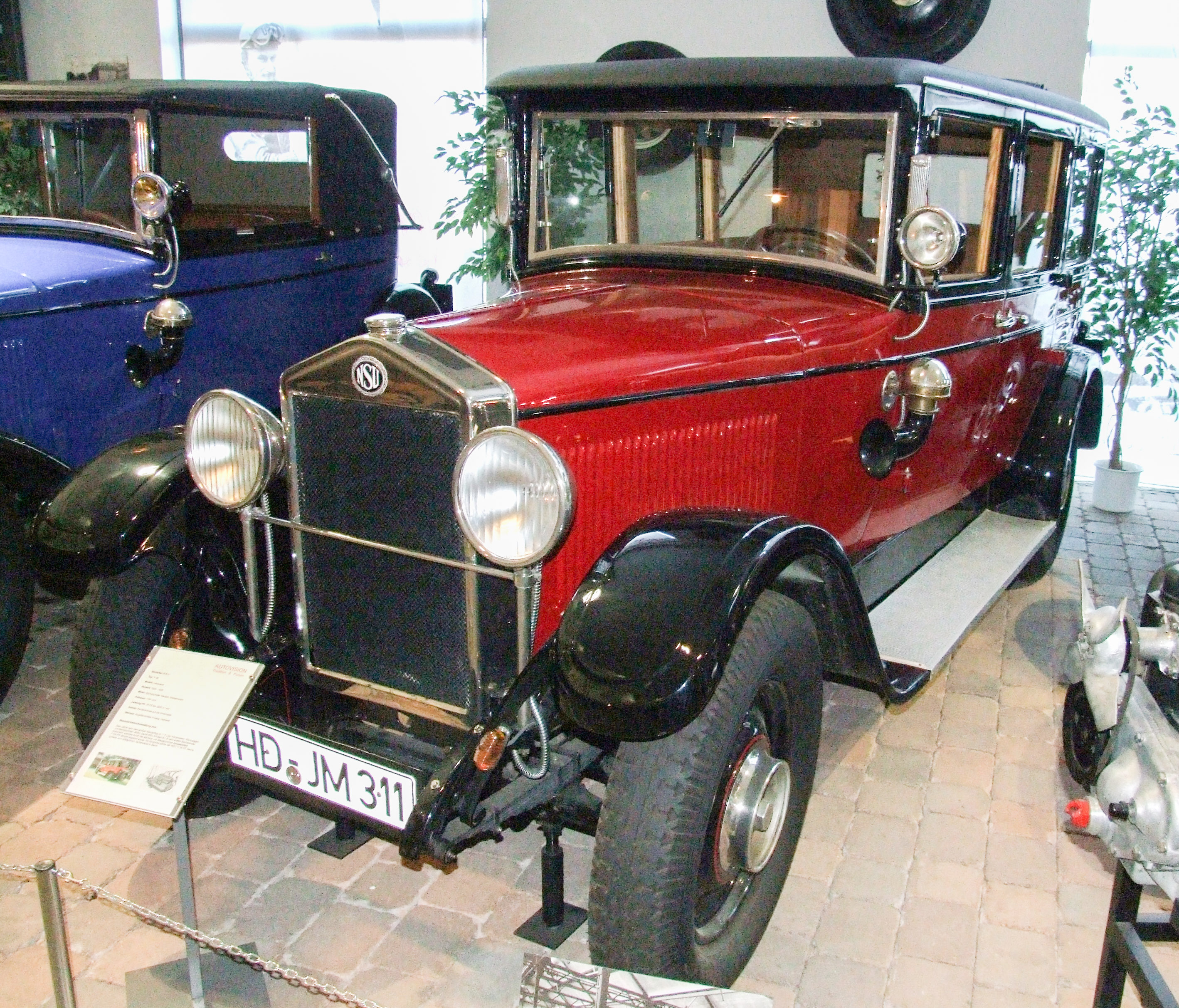
NSU 7/34PS Limousine, модель 1928 року

Компанія планує випускати по 100 автомобілів і мотоциклів на тиждень, але замість сотень машин фірма спромоглася побудувати лише 500 одиниць за весь рік. Незабаром NSU Vereinigte Fahrzeugwerke AG опиняється в економічно складному становищі: завод, який випускає машини, зупинено, проблема посилюється банкрутством берлінської фірми Carosseriewerke Schebera AG, що також належить Шапіро. Тоді Яків Шапіро, влітку 1929 року, під тиском з боку Dresdner Bank продає автомобілебудівне відділення фірмі Deutsche Fiat Auto Verkaufs AG. Новенький завод у Хайльбронні переходить фірмі FIAT, автомобілі, які там випускаються, тепер називаються NSU-FIAT, а сама фірма — NSU-Automobil AG Heilbronn. На конвеєрі залишається єдина модель — 7/34PS, яку випускають до 1932 року, коли замість неї починають сходити "Фіати".
Виручені з продажу гроші пішли на купівлю виробничої лінії мотоциклетного відділення фірми Wanderer. Тим самим NSU стає найбільшим німецьким виробником, та й не тільки німецьким. У 1930 році на місце головного інженера в Неккарзульм замість Отто Рейца приходить британський інженер Волтер Вільям Мур, який до цього працював у Norton. Він взяв із собою креслення двигунів британської компанії, тому нова модель NSU SS 500 була схожою на Norton CS1 як дві краплини води. У народі нова модель заслужила славу „зробленої із запасних частин Norton“. Гонщик Том Буллус перемогами на мотоциклах Мура повернув NSU Motorenwerke колишню славу в мотоспорті.

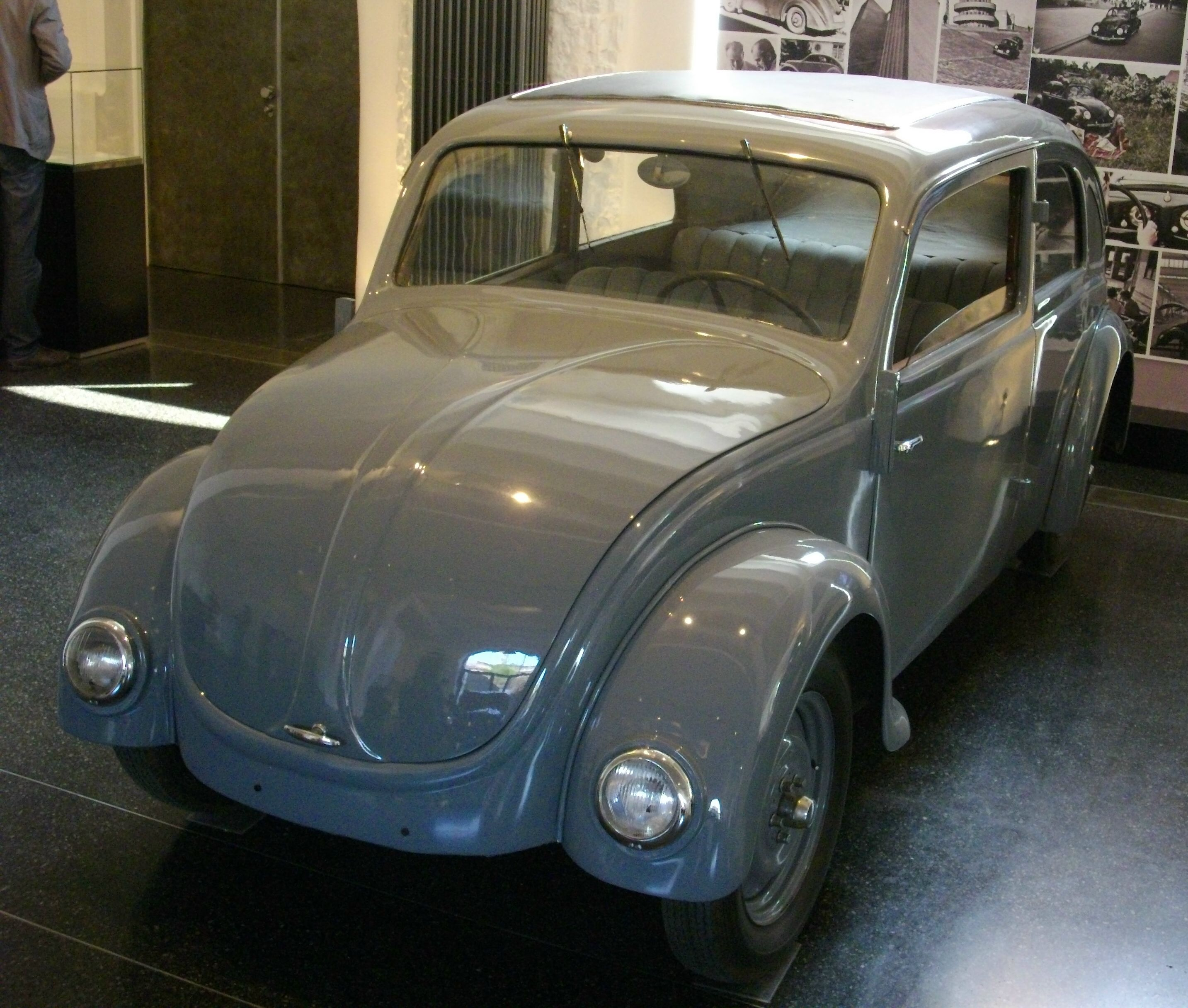
NSU Typ 32, модель 1934 року

У 1932 році фірма перейменовується в NSU D-Rad Vereinigte Fahrzeugwerke AG, а біля керма компанії стає Фрітц фон Фалькенхайн. Через рік він вирішує відновити автомобільне виробництво, для цього запрошує професора Порше. Той приходить не з порожніми руками, а з проєктом автомобіля, який він спроєктував 1932 року для фірми Zündapp-Werke GmbH. Оскільки для Zündapp Type 12 Порше планував встановити 5-циліндровий радіальний двигун, то для NSU Typ 32 був спроєктований 1,4 л 4-циліндровий двигун з опозитним розташуванням циліндрів та повітряним охолодженням. Зовні машина також трохи відрізнялася від "Цюндаповського" прототипу, двері стали "суїцидного" типу, тобто петлі перенесли на центральну стійку. Конструкція теж змінилася: якщо "Тип 12" мав раму з П-подібного профілю, то "Тип 32" отримав хребтову, і плюс незалежну підвіску всіх коліс, спереду — кривошипно-важільну, а ззаду — торсіонну. Всього було побудовано три прототипи, два — фірмою Drauz, вони були зроблені із дерев'яного каркаса і оббиті штучною шкірою, а третій був виготовлений фірмою Reutter, кузов цього прототипу був суцільнометалевий. Після тестів улітку 1934 року виявилося кілька дефектів, зокрема надмірна гучність двигуна. Після підрахунків витрат, необхідних для доведення і запуску машини в серію, Фрітц фон Фалькенхайн вирішив закрити проєкт. Не дивлячись на це, праця Порше не минула дарма, і влітку того ж року, після закриття проєкту, він продовжив самостійно доводити проєкт до завершення — у підсумку 1938 року цей автомобіль став відомий світові як KdF Typ 38, або Volkswagen Beetle.

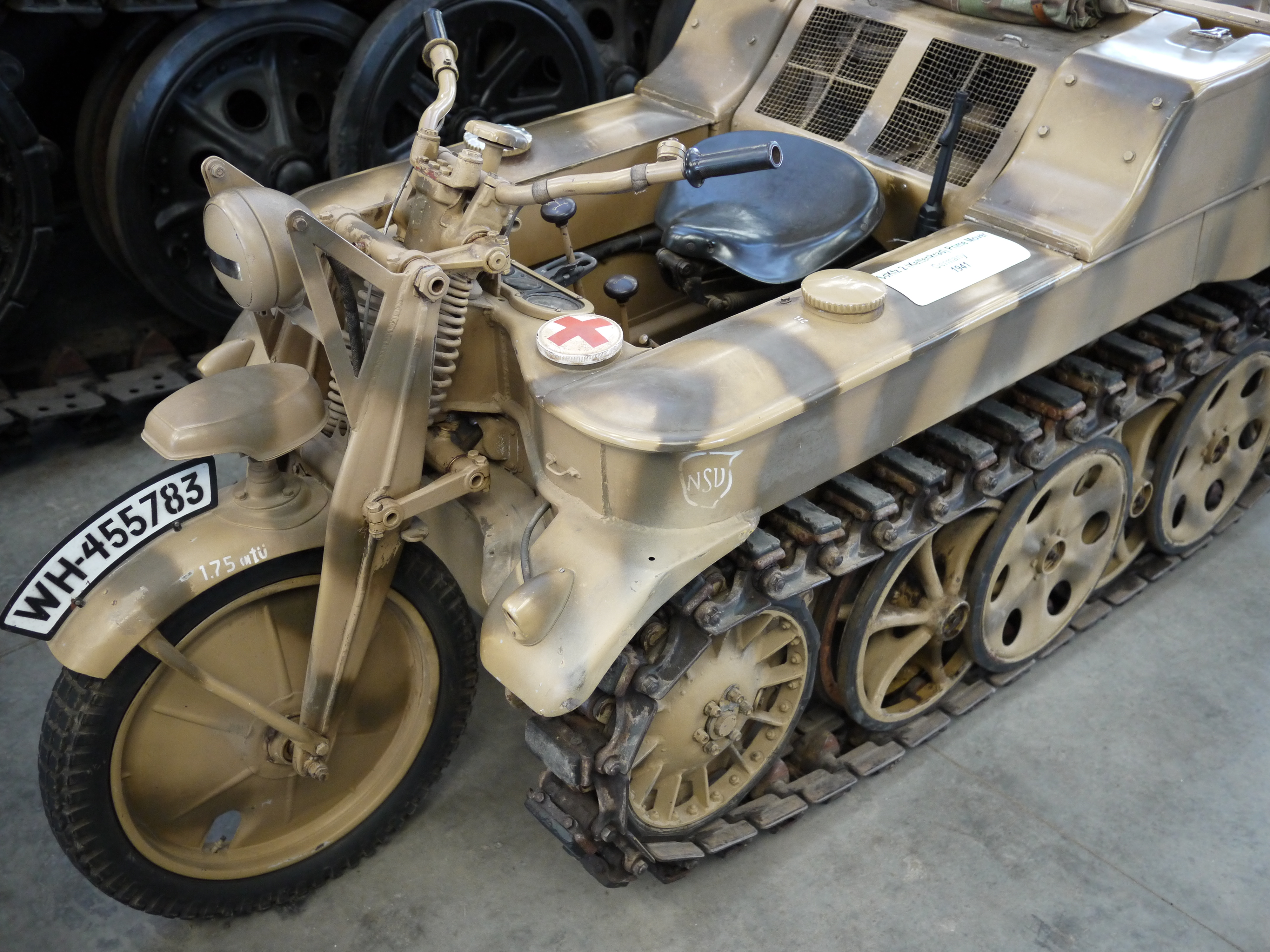
NSU Kleines Kettenkraftrad Typ HK 101

Фірма продовжила концентруватися на мотоциклетній і велосипедній тематиці, і в 1936 році у Adam Opel AG було викуплено її велосипедний підрозділ. У 1940 році на замовлення Міністерства озброєнь Третього рейху починаються роботи над напівгусеничним мотоциклом, який отримав назву Kleines Kettenkraftrad Typ HK 101. Його конструкція ґрунтувалася на розробках Генріха Ернста Кніпкампа, який також розробив ходову частину для німецьких танків "Тигр" і "Пантера". Оскільки компанія не мала власних великих двигунів, то в моделі був використаний 1,5 л агрегат від "Опель Капітан".
Наприкінці квітня 1945 року завод у Неккарзульмі сильно постраждав від авіанальотів союзників. Після Другої світової війни управляючим постраждалого підприємства адміністрацією землі Баден-Вюртемберг був призначений Едуард Хільгер, який висловився за закриття підприємства. Однак у липні 1946 року генеральним директором NSU стає Вальтер Егон Нігтш. Нігшт протягом 17 років пропрацював у фірмі "Опель", і йому вдається знайти гроші для відновлення роботи заводу. Підприємство починає випускати цивільні версії напівгусеничних мотоциклів, на які є попит через постраждалу від війни інфраструктуру країни. Так "Кеттенкрафтрадери" купуються пожежниками, лісниками та фермерами.
Незабаром компанія наймає на посаду головного конструктора Альберта Родера, який починає конструювати нові мотоцикли. У 1947 році почалося виробництво довоєнних моделей, але вже через два роки стали з'являтися нові моделі, у цей же час Нігшт, стверджуючи, що найкращою рекламою є спортивні досягнення, починає спортивну програму заводу. У 1951 році фірма купує ліцензію в італійської компанії Innocenti на виробництво моторолера Lambretta. Через 2 роки починається поєдинок з фірмою BMW за створення найшвидших мотоциклів, у підсумку перемогу здобуває NSU, чий мотоцикл ставить рекорд, розвинувши максимальну швидкість у 290 км/год.

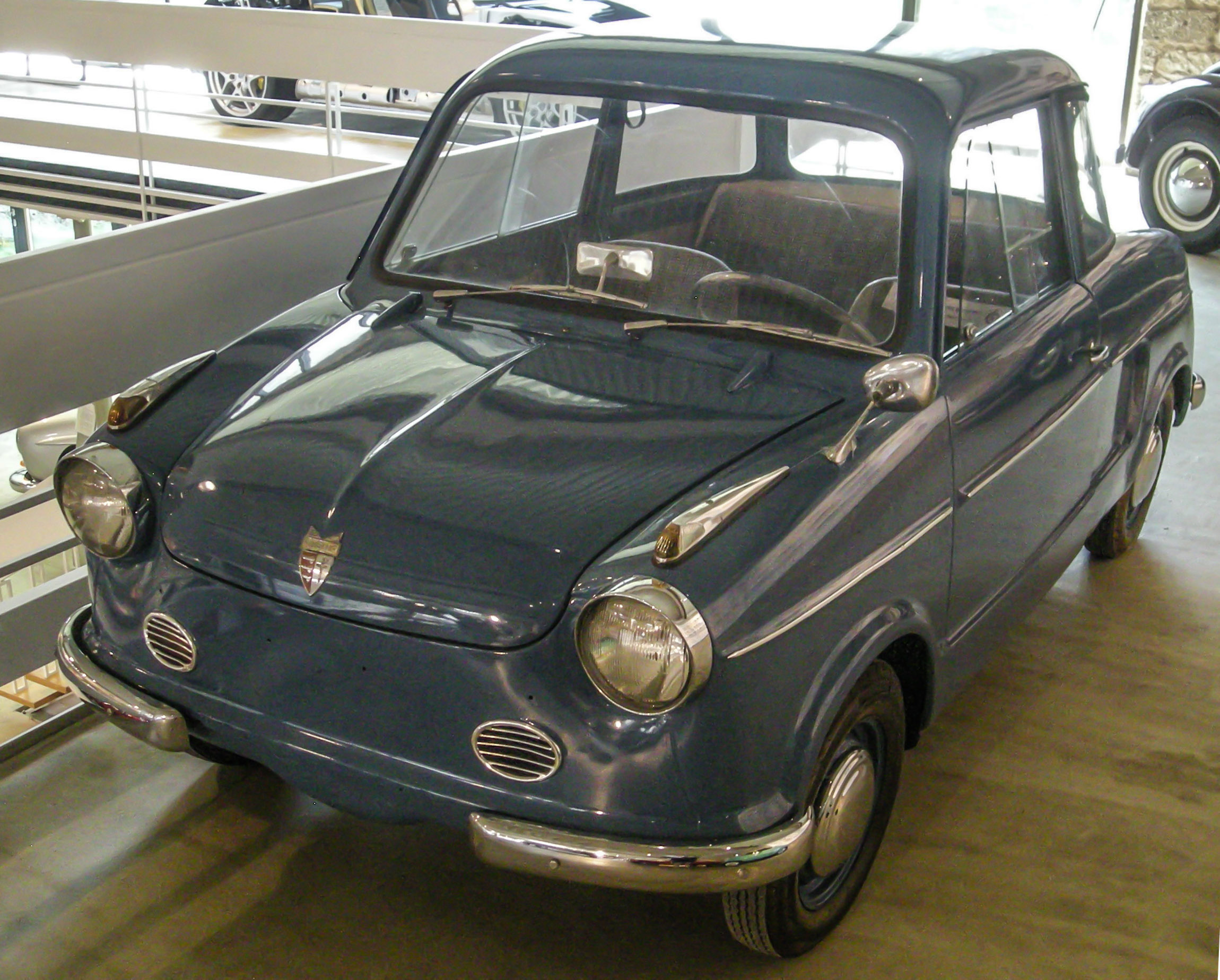
NSU Prinz I

У 1953 році, коли фірма була вже найбільшим у світі виробником мотоциклів, починаються роботи над першим за 20 років автомобілем: спочатку планувалося будувати 3-колісний автомобіль з двигуном у задній частині, проте в 1955 році змінили завдання. Почалися роботи над 4-колісним маленьким автомобілем, оснащеним 2-циліндровим двигуном, робочим об'ємом трохи менше 600 см³, який був отриманий шляхом з'єднання 2-х двигунів від мотоцикла Max. Розвивав цей 2-циліндровий агрегат повітряного охолодження 20 к.с., його камери згоряння мали напівсферичну форму, більш відома в народі як HEMI, а привід валів був ремінним. Підвіска коліс була незалежною на всіх колесах. Вміщати модель повинна була 4-х пасажирів. У вересні 1957 року машина була представлена на Франкфуртській автомобільній виставці, її продажі стартували в березні 1958 року. Автомобіль отримав назву Prinz (Принц, князь) та рекламувався під гаслом "Fahre Prinz und Du bist König", тобто "Керуй Принцом і будь королем".
Незважаючи на те, що машина оснащувалася гучнішим двигуном, на відміну від інших "малят", які були на ринку, NSU славилася своєю керованістю і спортивними нотками в характері.

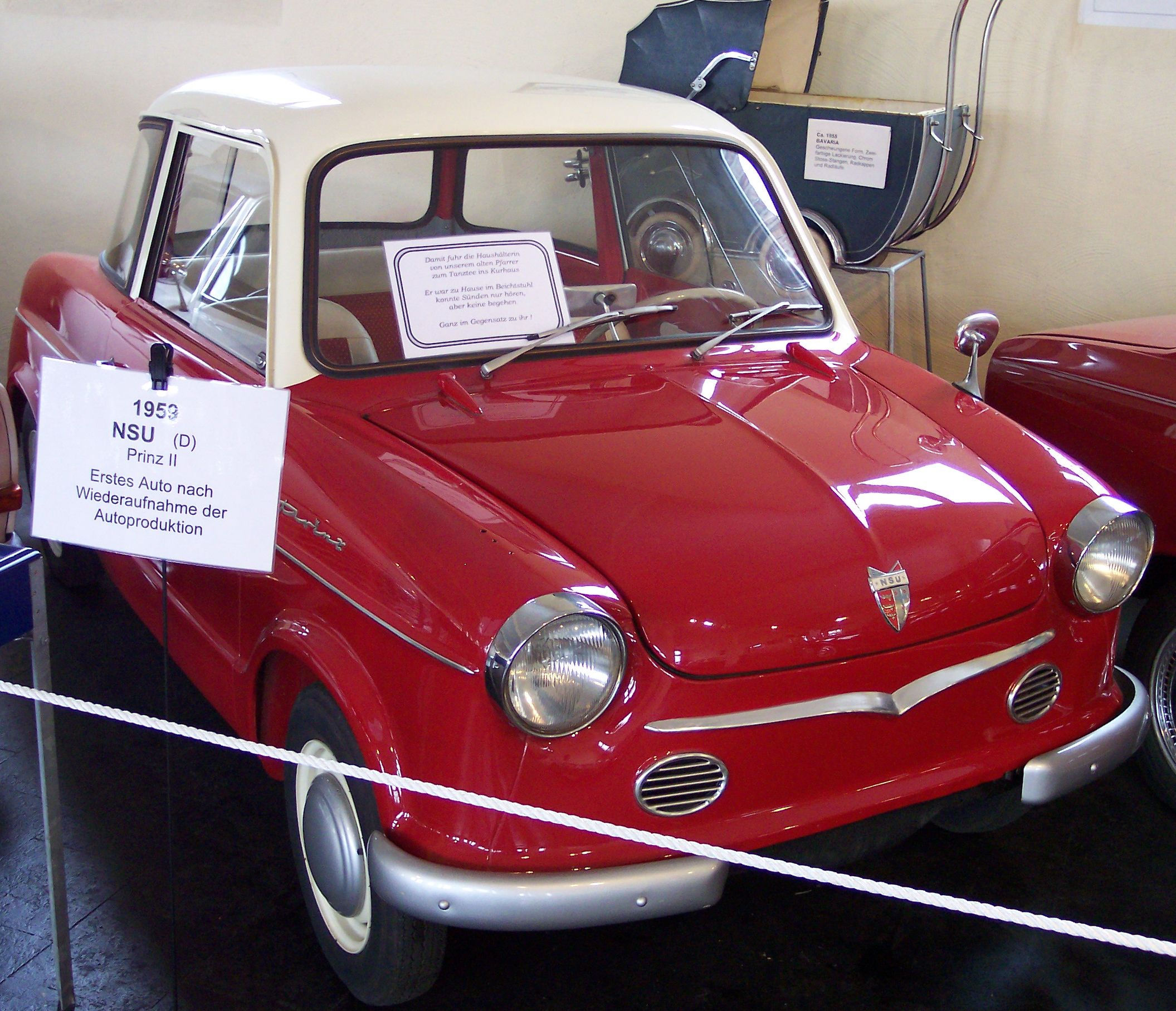
NSU Prinz II

У 1959 році з'явилася дорожча версія, вона отримала нову синхронізовану 4-ступінчасту коробку передач, багатшу обробку, а потужність двигуна була доведена до 23 к.с., модель отримала назву Prinz II.

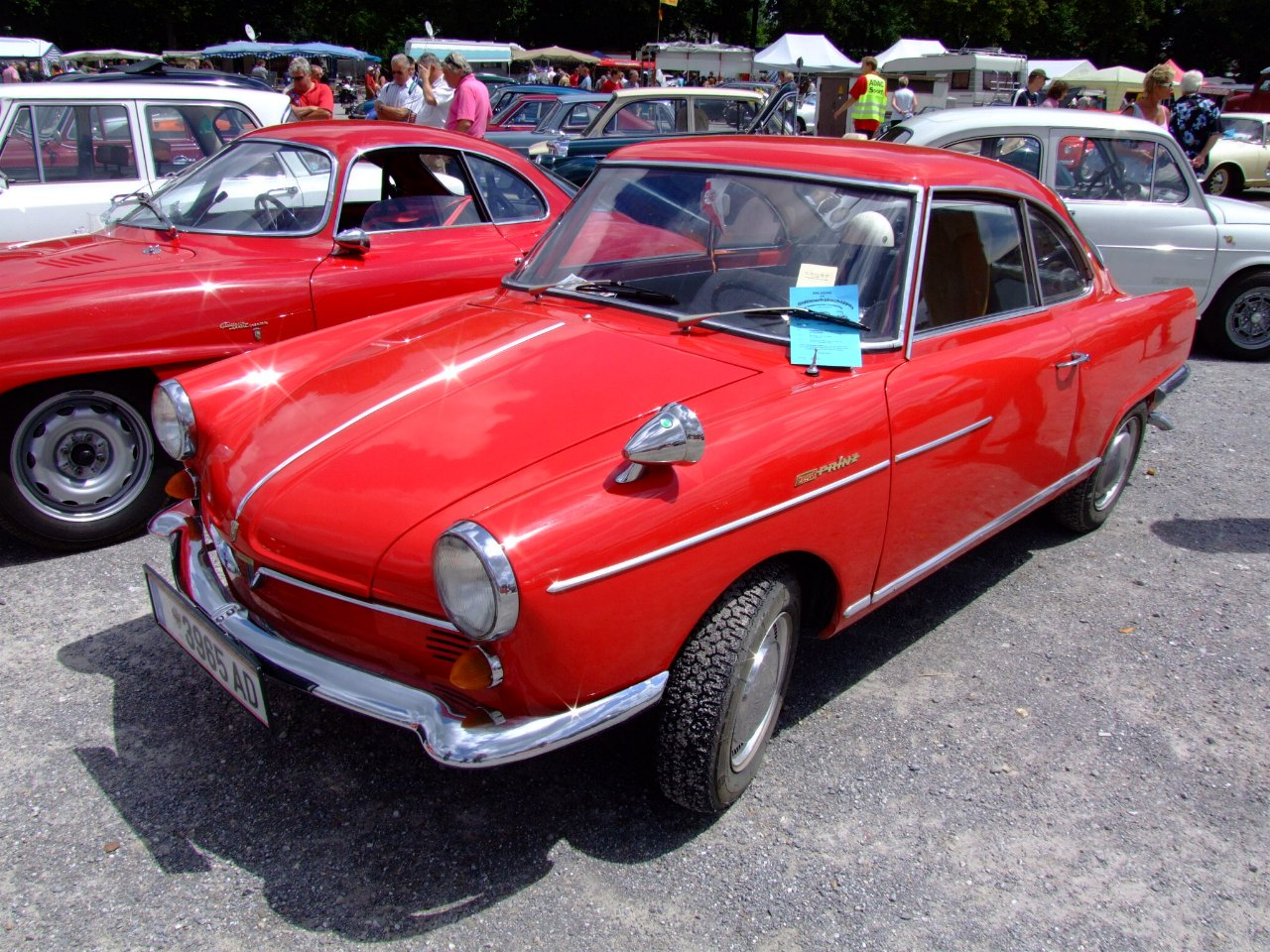
NSU Sport Prinz

У вересні того ж року з'явилося купе, розроблене фірмою Bertone — Sport Prinz, перші 250 кузовів поставила фірма з Турину, потім їх став виготовляти давній знайомий — Drautz. Під капотом розташовувався 30-сильний апарат, який дозволяв машині розвивати швидкість 130 км/год; для розгону до сотні потрібно було 26 секунд.
Одночасно в каталогах з'явився і Prinz 30, це був Prinz II, на який  встановили форсований 30-сильний двигун, внаслідок чого седан став найшвидшим у своєму класі, розвиваючи швидкість 120 км/год (для порівняння, МЗМА 407 з двигуном 1,36 л розвивав лише 115 км/год).
У 1960 році фірма перейменовується в NSU Motorenwerke AG. У жовтні 1960 року з'являється оновлений Prinz III, під капотом у нього був все той же 30-сильний двигун. Головна відмінність полягала в налаштуванні шасі та появі стабілізатора в передній підвісці. Одночасно з виробництва знімаються "Принци" 1, 2 і 30. В Аргентині на підприємстві Automotores Argentinos SAIC починається збірка "Принца" третього покоління.

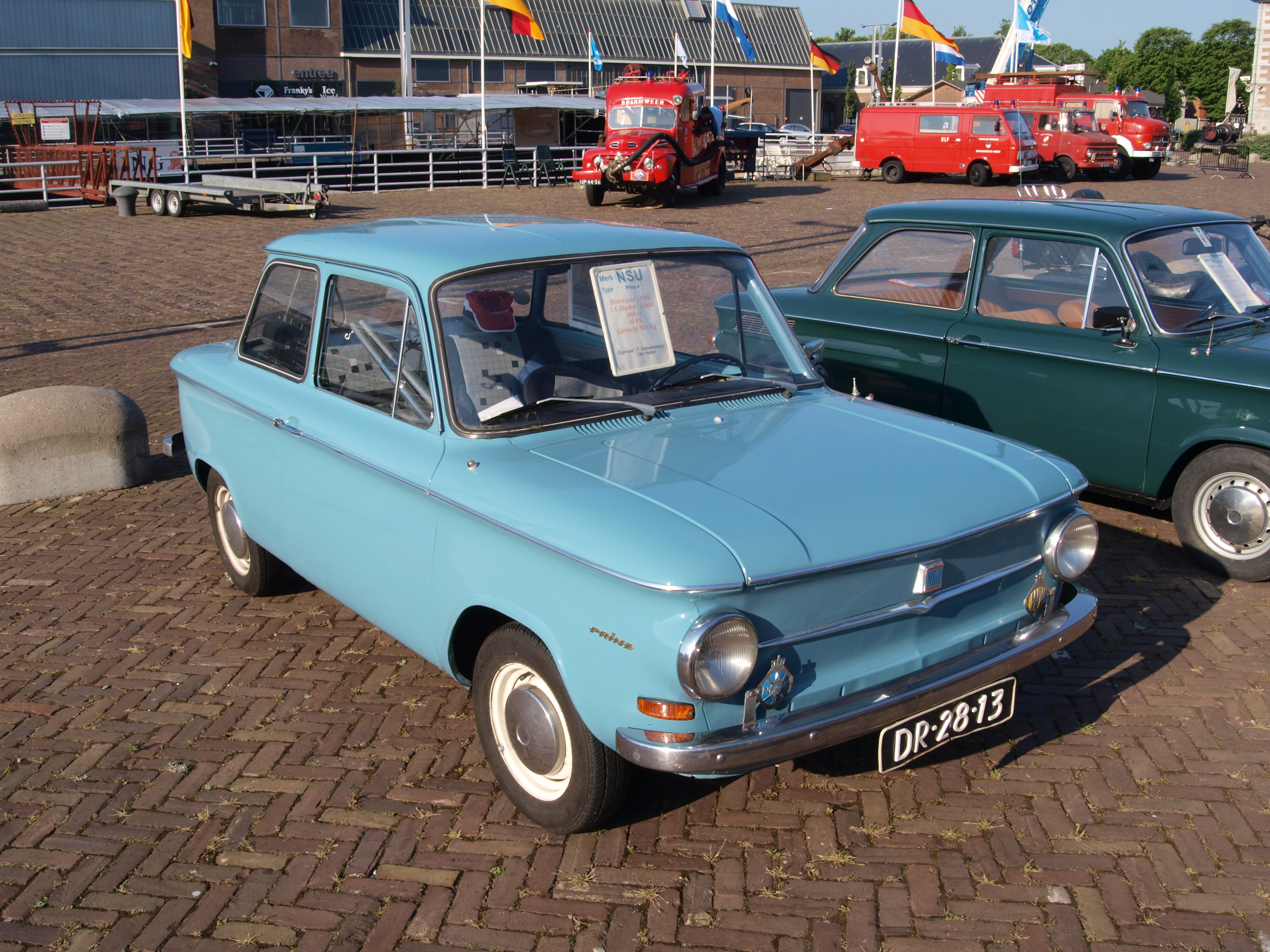
NSU Prinz 4

У вересні 1961 року у Франкфурті публіці було показано 4-те покоління автомобілів моделі "Принц", дизайн кузова був зроблений з оглядкою на американський Chevrolet Corvair. На цих моделях стали використовуватися династартери виробництва фірми "Бош", це був стартер і генератор в одному корпусі.
Через 2 роки автомобіль почали випускати на спільному підприємстві в Єгипті  Egyptian Light Transport Manufacturing Company під назвою Ramses II.

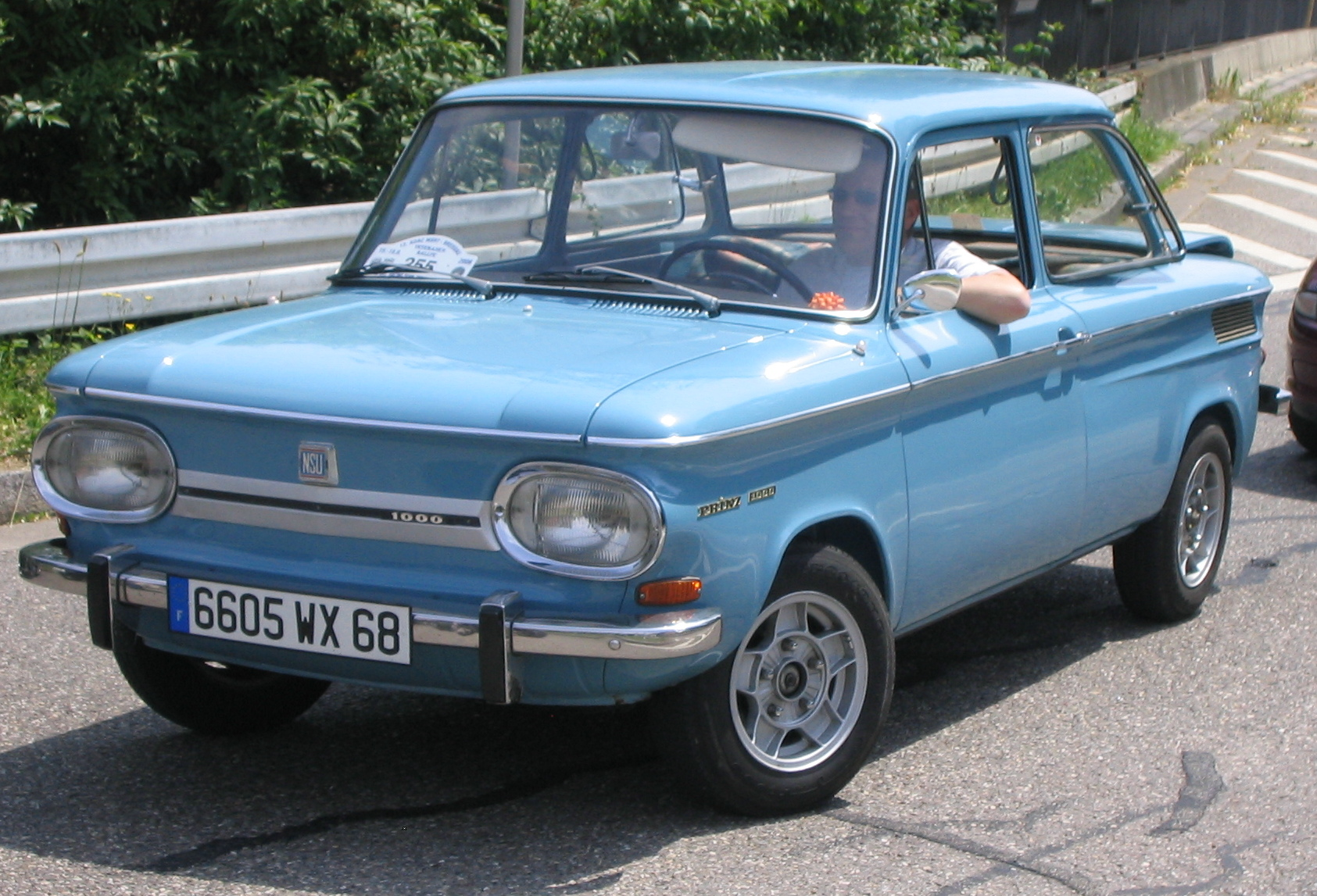
NSU Prinz 1000

У 1962 році з виробництва знімається Prinz III. У 1963 році підприємство перестає випускати мотоцикли, перевівши їх виробництво в Югославію, де в Сараєво їх починає випускати фірма NSU-Pretis. Нові моделі за старою-доброю традицією були представлені у Франкфурті в рамках міжнародної автомобільної виставки 1963 року. Перша новинка — 4-циліндровий автомобіль з 1-літровим двигуном на базі Prinz 4, який отримав назву Prinz 1000. Двигун повітряного охолодження, що мав 4 циліндри, розвивав 43 к.с., а від попередніх моделей його відрізняв ланцюговий привід валів, тоді як 2-циліндрові двигуни мали ремінний привід. Підвіска стала пружинною на всіх колесах. Машина оброблялася значно краще 2-циліндрової версії, зовні вона відрізнялась овальними фарами. Автомобіль з таким двигуном розвивав швидкість 135 км/год і до 100 км/год розганялась удвічі швидше 2-циліндрової — лише за 18 секунд.

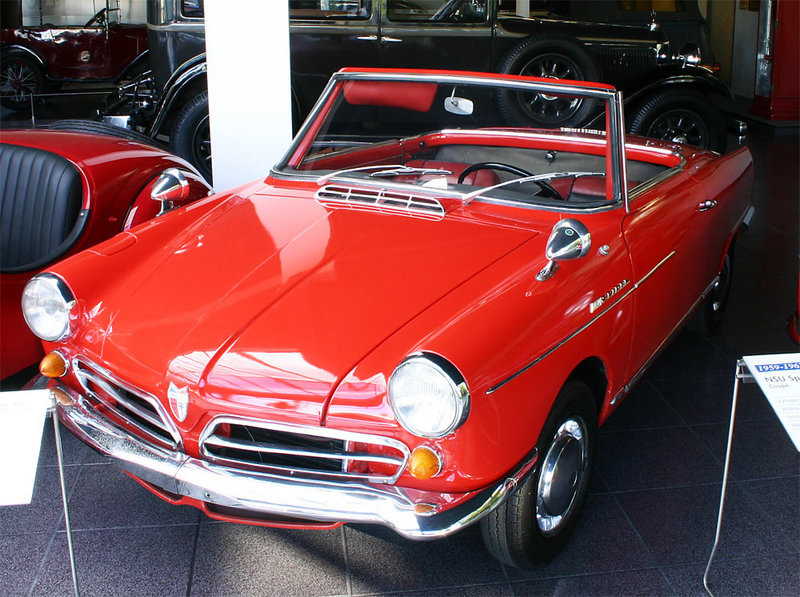
NSU Spider

Проте не ця машина стала топ-каром стенда, а модель Spider. Під капотом цієї машини ховався однокамерний роторний двигун, при еквівалентному об'ємі в 500 см³ його потужність становила 50 к.с. Spider став першим серійним автомобілем з роторним двигуном. Спеціально для цієї машини була розроблена нова коробка передач, спереду встановили дискові гальма.

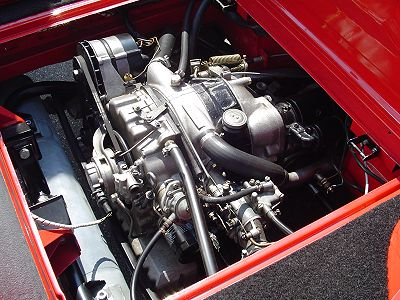
Двигун NSU Spider

Роботи над роторним двигуном почалися ще в 1951 році Вальтером Фройде, інженером фірми NSU. Той почав контактувати з Феліксом Ванкелем, який ще під час Другої світової війни почав конструювати схожий двигун. Фройде цікавили проблеми ущільнювачів поворотних клапанів, тож незабаром обидва професори почали спільну роботу. У 1956 році перший роторний двигун конструкції Ванкеля був випробуваний на мотоциклі, проте не витримав і розвалився. Через рік Ганз Дітер Пашке, який також працював у NSU, представив свою конструкцію двигуна, в якому, на відміну від двигуна Ванкеля, обертався не лише ротор, але й камера згоряння. Робота над ним тривала 6 років. Виробництво автомобілів почалося навесні 1964 року.
При тому, що машина була схожою на відкриту версію Sport Prinz, кузовних елементів, що стовідсотково збігалися, у них не було. Оскільки "Спайдер" мав рідинне охолодження, то йому знадобився радіатор, який встановили попереду, також з метою кращого розбалансування маси спереду був встановлений 35-літровий бак. Не дивлячись на те, що машина була досить швидкохідною і динамічною (максимальна швидкість 155 км/год та розгін до 100 км за 14,5 с), продажі йшли мляво. Сирість конструкції позначилася в експлуатації автомобіля: двигун вимагав постійної ранньої зміни масла, також страждав ненажерливістю цього самого масла, і взагалі, поломки двигуна при постійних великих швидкостях стали не рідкістю для цієї моделі. NSU гарантувала безкоштовну заміну двигунів, що, звичайно, сильно било по бюджету. У підсумку з травня 1964 року по липень 1967 року вдалося продати лише 2 375 одиниць.

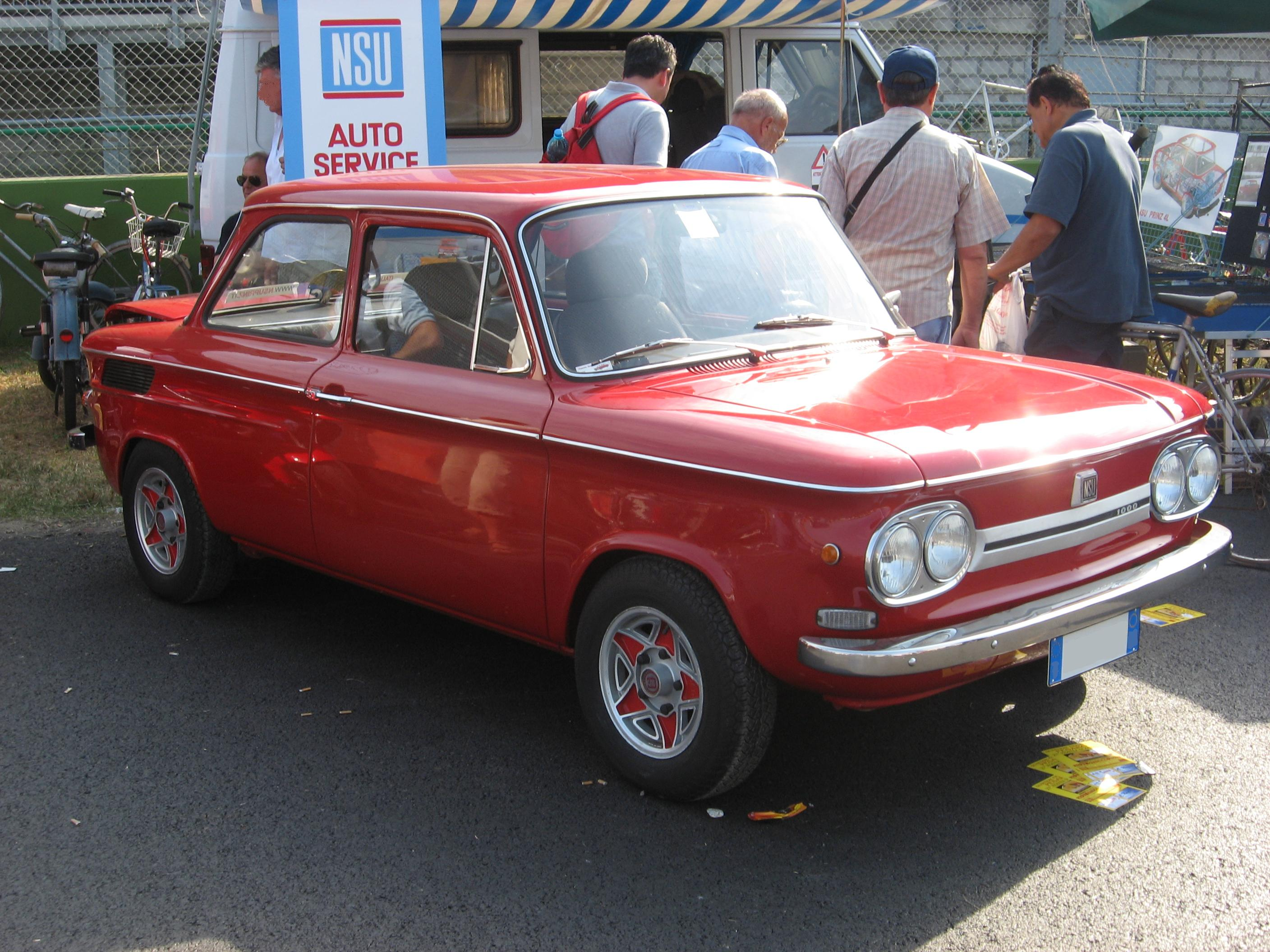
NSU Prinz 1000TT

У 1965 році у моделі Prinz 1000 з'явилася люксову версію Prinz 4S, отримавши хромовану накладку на передок (у ЗАЗ 966, який з'явився в 1966 році, була схожа). Також зійшла з конвеєра більш потужна версія, яка отримала індекс Prinz 1000TT. Під капотом знаходився 1,1 л агрегат потужністю 55 к.с., з яким автомобіль розвивав швидкість 148 км/год та розганявся до 100 км за 16 секунд. Від простої машини його можна відрізнити за здвоєними круглими фарами.

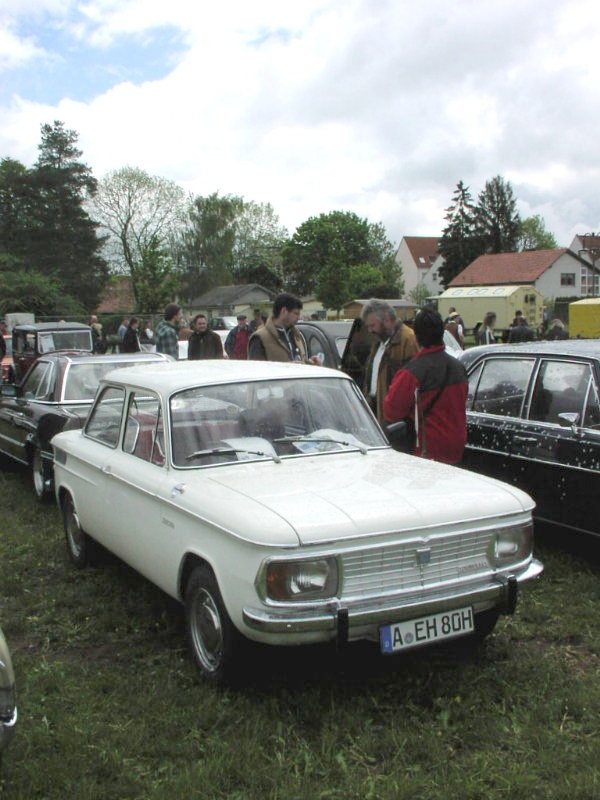
NSU 110

Тоді ж з'являється більша за габаритами модель 110. Вона оснащується тим же новим двигуном, але в дещо дефорсованому варіанті — 53 к.с. У 1966 році випускають більш потужну 60-сильну версію з 1,2 л двигуном, вона отримує індекс 110S.

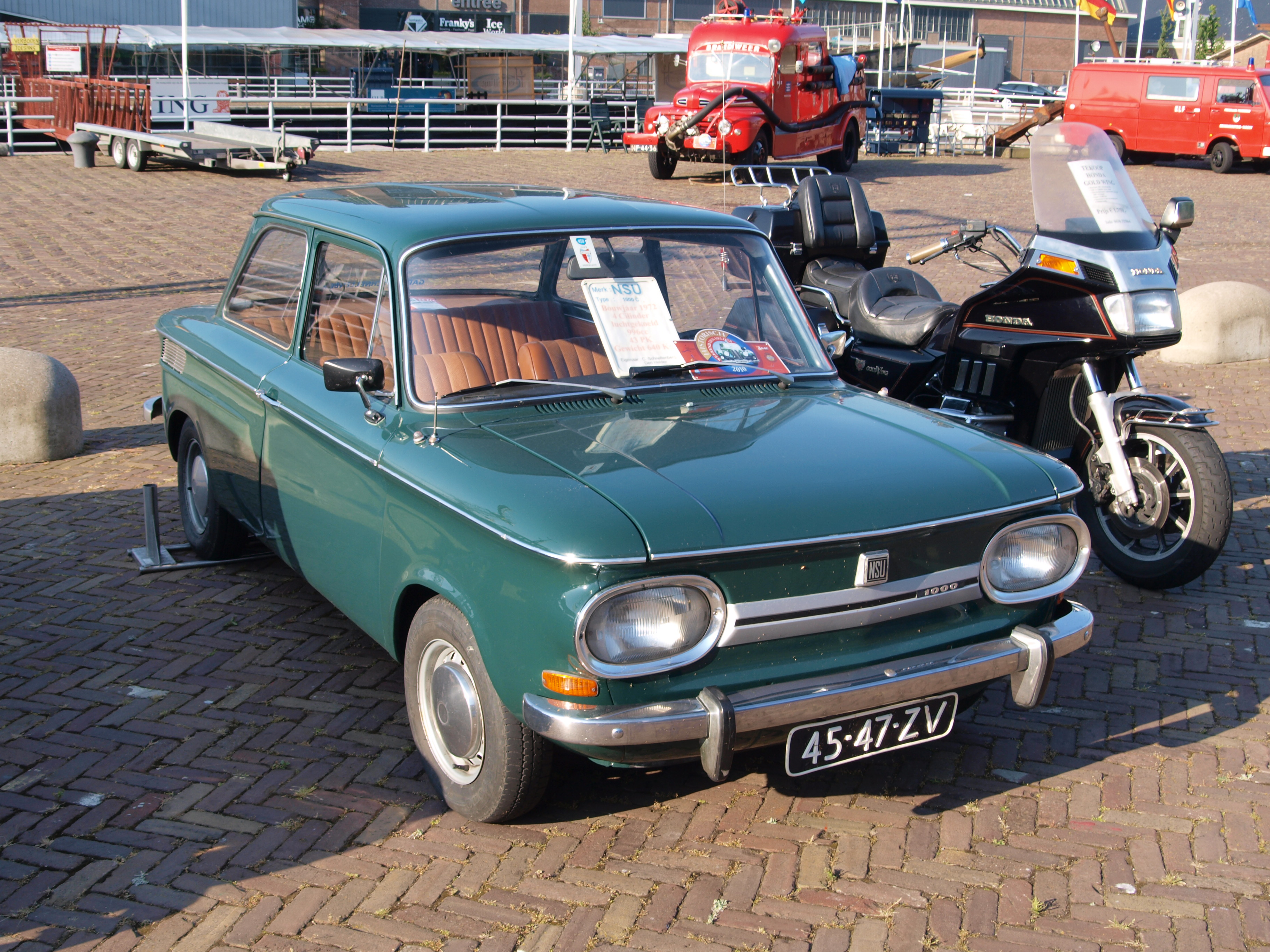
NSU 1000C

Тоді ж, не дивлячись на ненадійність роторних "Спайдерів", гонщик Карл-Хайнц Пановіц стає чемпіоном німецького чемпіонату з ралі, через рік Зігфрід Шпісс повторює його успіх. У 1967 році знімаються з виробництва купе і роторний спайдер, колишні моделі перейменовуються, назва "Prinz" залишається лише за 2-циліндровими автомобілями. А Prinz 1000 стає тепер просто 1000, або 1000C (дорожча версія). Prinz 1000TT тепер називається ТТ, попутно отримавши новий силовий агрегат об'ємом 1,2 л і потужністю 65 к.с., що дає змогу розганятися машині до 155 км/год.

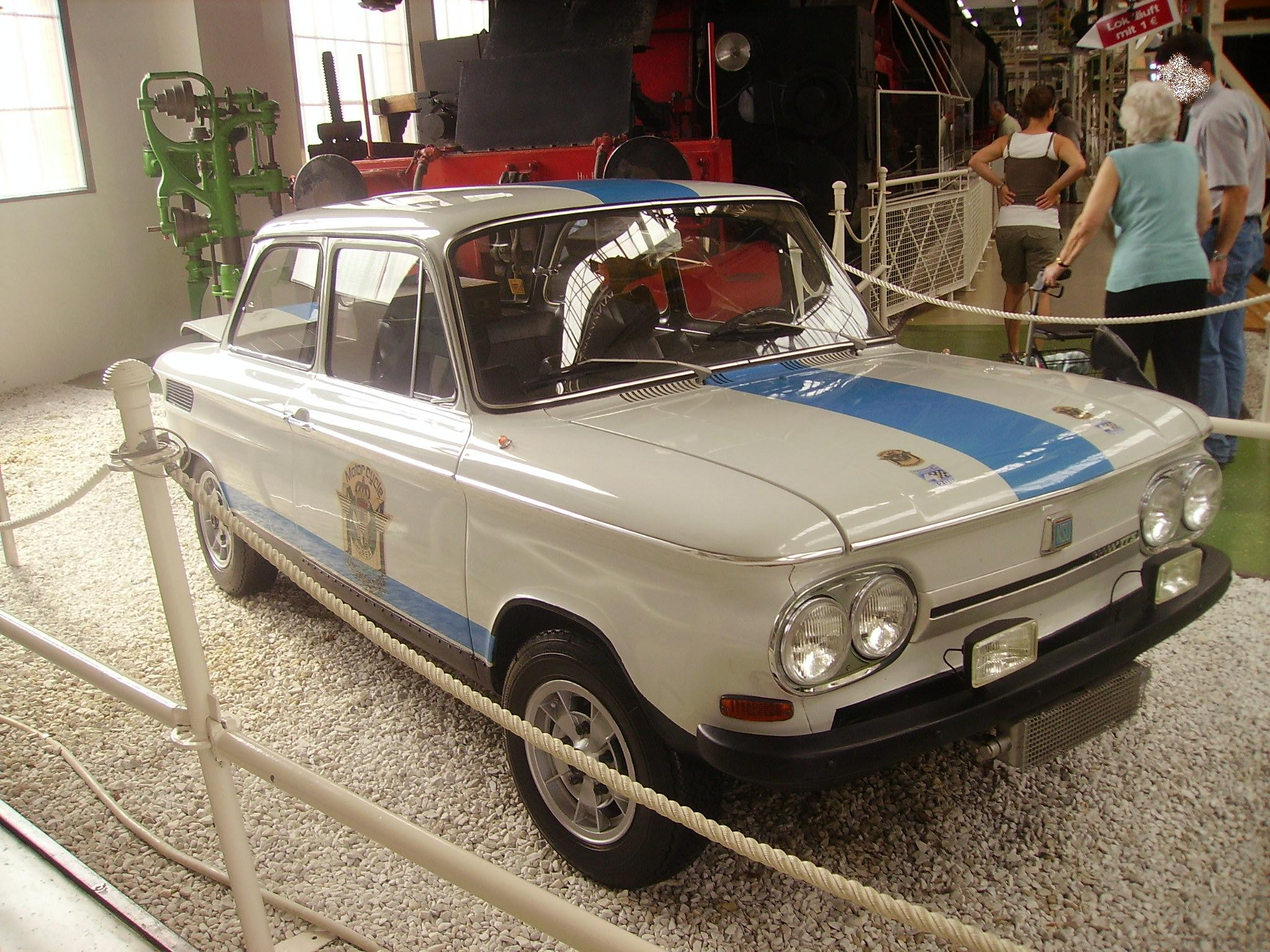
NSU TTS

Також з'являється спортивна модель, яка носить ім'я TTS. Ця машина стала предтечею хот-хетчбека типу VW Golf GTi.

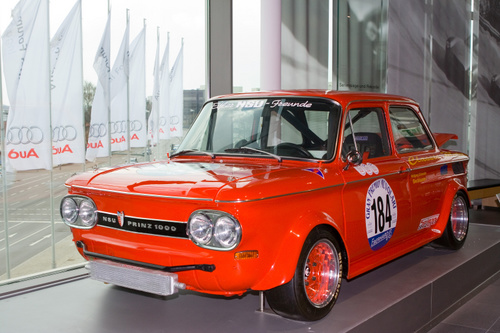
NSU TTS Gruppe 2

По суті це був все той же Prinz 1000, під моторною кришкою якого переховувався 1-літровий двигун, форсований до 70 к.с., а в гоночній версії — до 85 к.с.; при масі в 700 кг серійна машина розвивала швидкість 160 км/год і розганялась до 100 км за 12,3 секунди. Для порівняння: BMW 1600-2, який з'явився роком раніше, при об'ємі двигуна 1,6 л видавав 85 к.с. та розвивав 165 км/год, до ста розганявся за 12,6 секунди. Гоночні версії з двигуном об'ємом в 1,3 л розвивали 147 к.с. і могли розганятися вже 200 км/год.

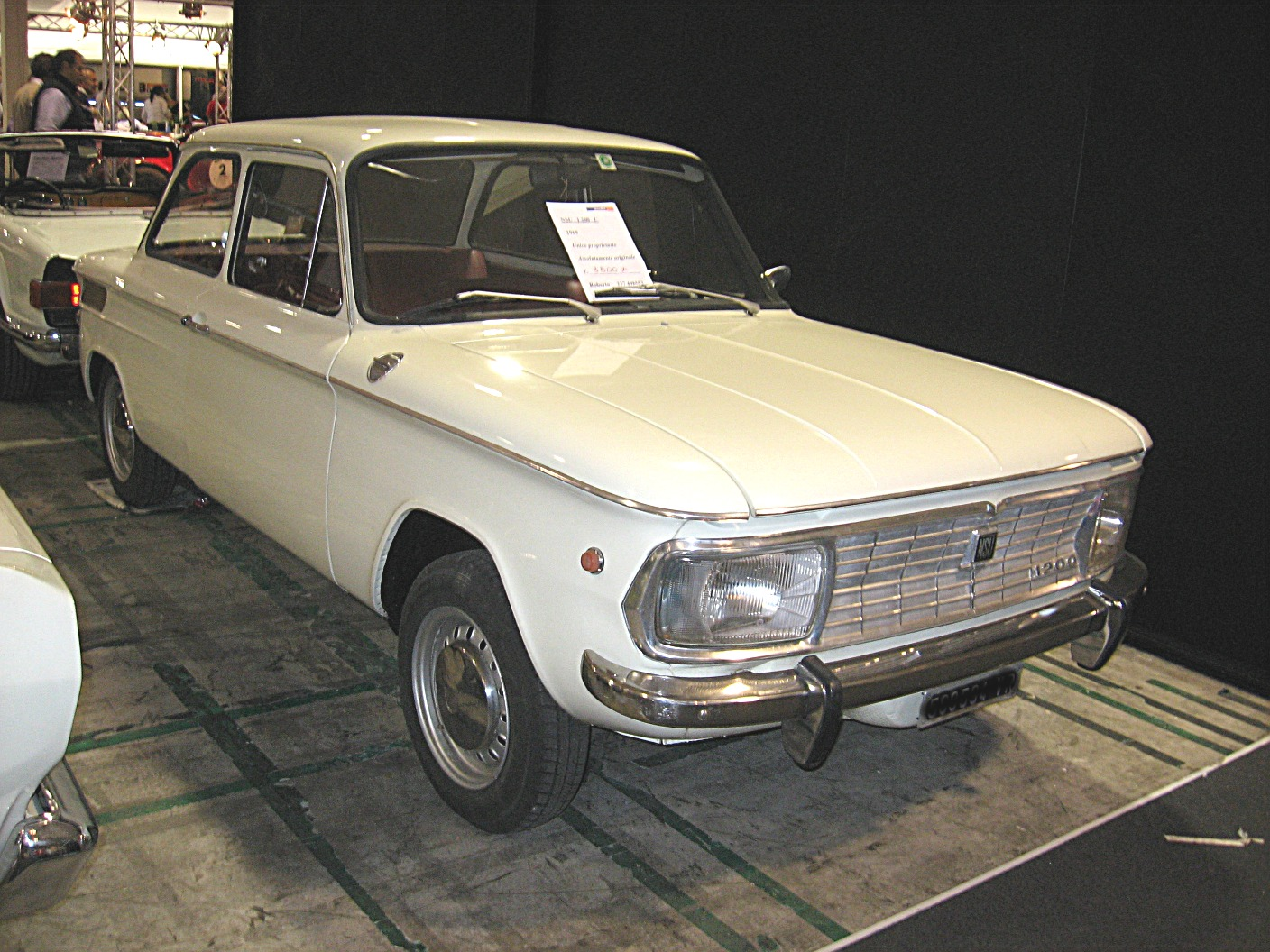
NSU 1200

Моделі 110 і 110S стали називатися 1200, а в більш дорогій версії — 1200С.

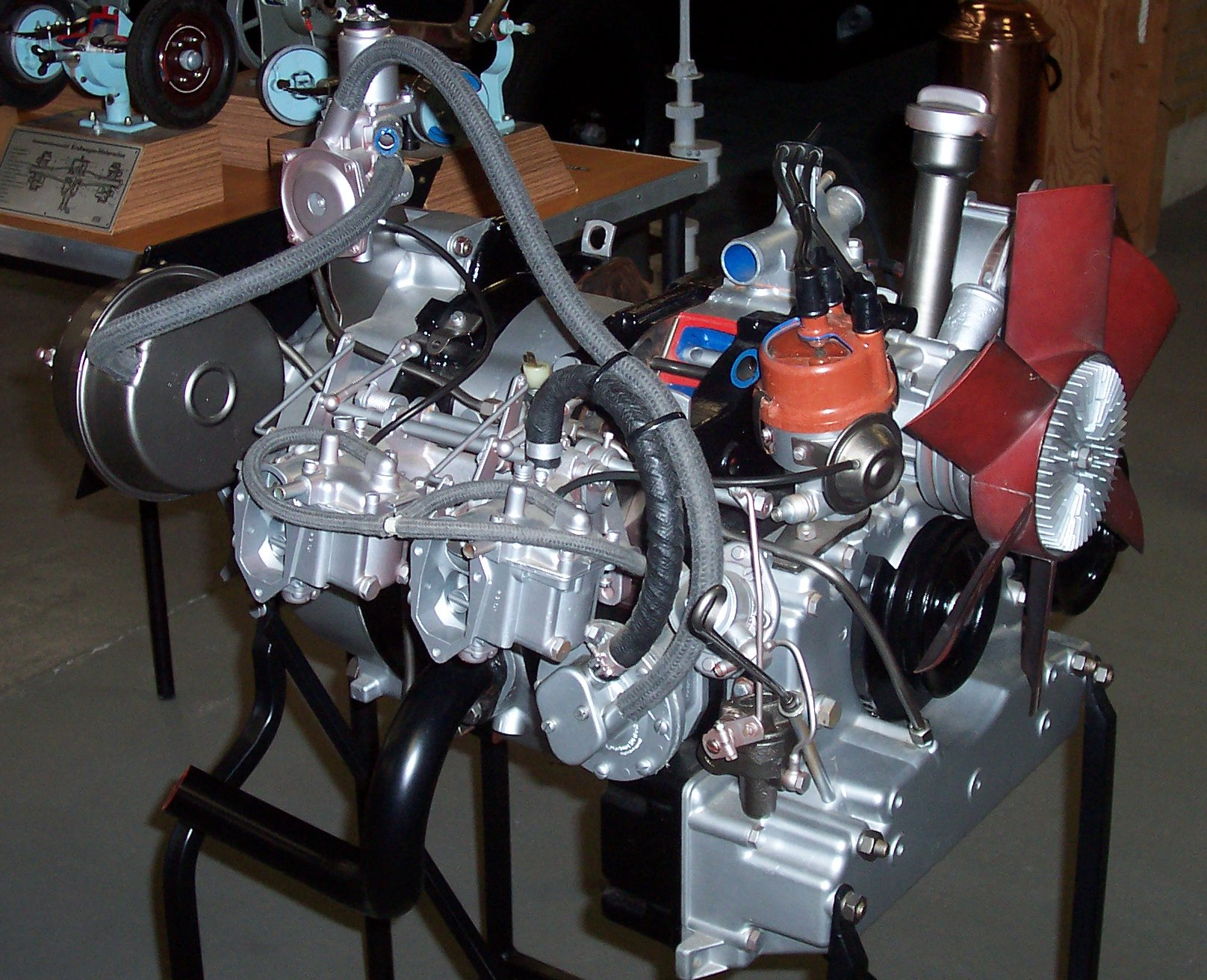
Двигун NSU Ro80

Але головною новинкою цього сезону у Франкфурті став автомобіль революційний у багатьох сенсах, згодом названий іконою стилю 1960-их. Автомобіль був оснащений двигуном Ванкеля з двома камерами по 498 см³. Так, свічок запалювання стало по 2 на секцію. Об'єм двигуна в еквіваленті становив 1 л, при цьому з нього знімалося 115 к.с. Двигун розташовувався спереду, привід був передній, коробка передач з автоматичним зчепленням була 3-ступінчастою, рульовий механізм базової версії мав гідравлічний підсилювач, гальма всіх коліс були дискові.

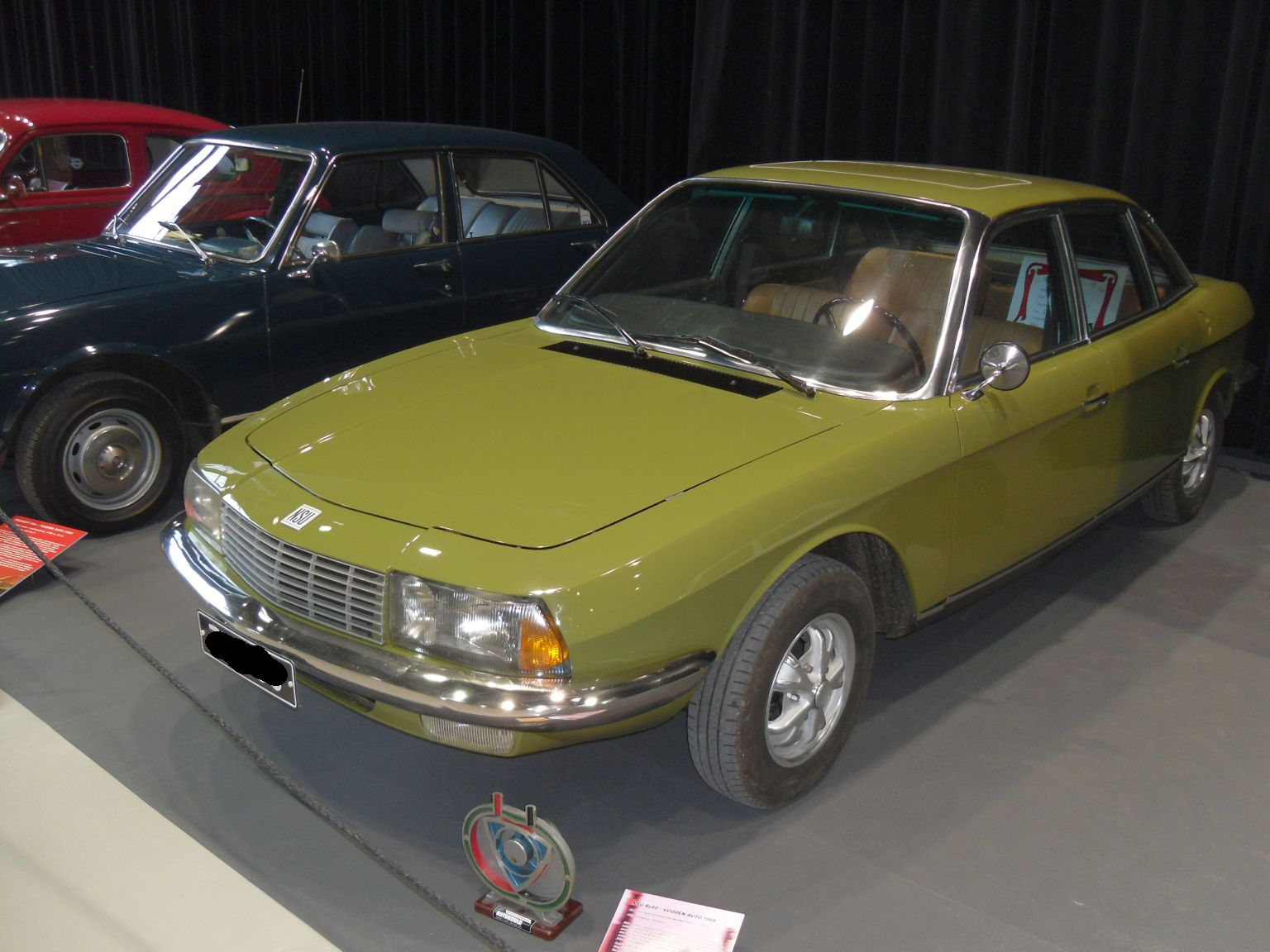
NSU Ro80

Дизайн кузова теж був нетрадиційним, він був коробчатим і з великими блок-фарами, при цьому коефіцієнт повітряного опору дорівнював 0,355 Сх. Такий низький опір давав змогу розвивати швидкість 180 км/год; на те, щоб укласти стрілку за позначку 100, йшло 12,8 секунди. Журналісти дуже схвально прийняли новинку, яка отримала назву Ro80.
У 1968 році автомобіль NSU Ro80 був визнаний Європейським автомобілем року. Ця модель була однією із 26 автомобілів, що брали участь у голосуванні за найкращий автомобіль століття. Однак практика показала, що двигун все одно був ненадійним: лише одиниці доживали до пробігу 50 000 км — все через протікання ущільнювачів (проблема, над якою ще в 1951 році почав працювати Фройде).

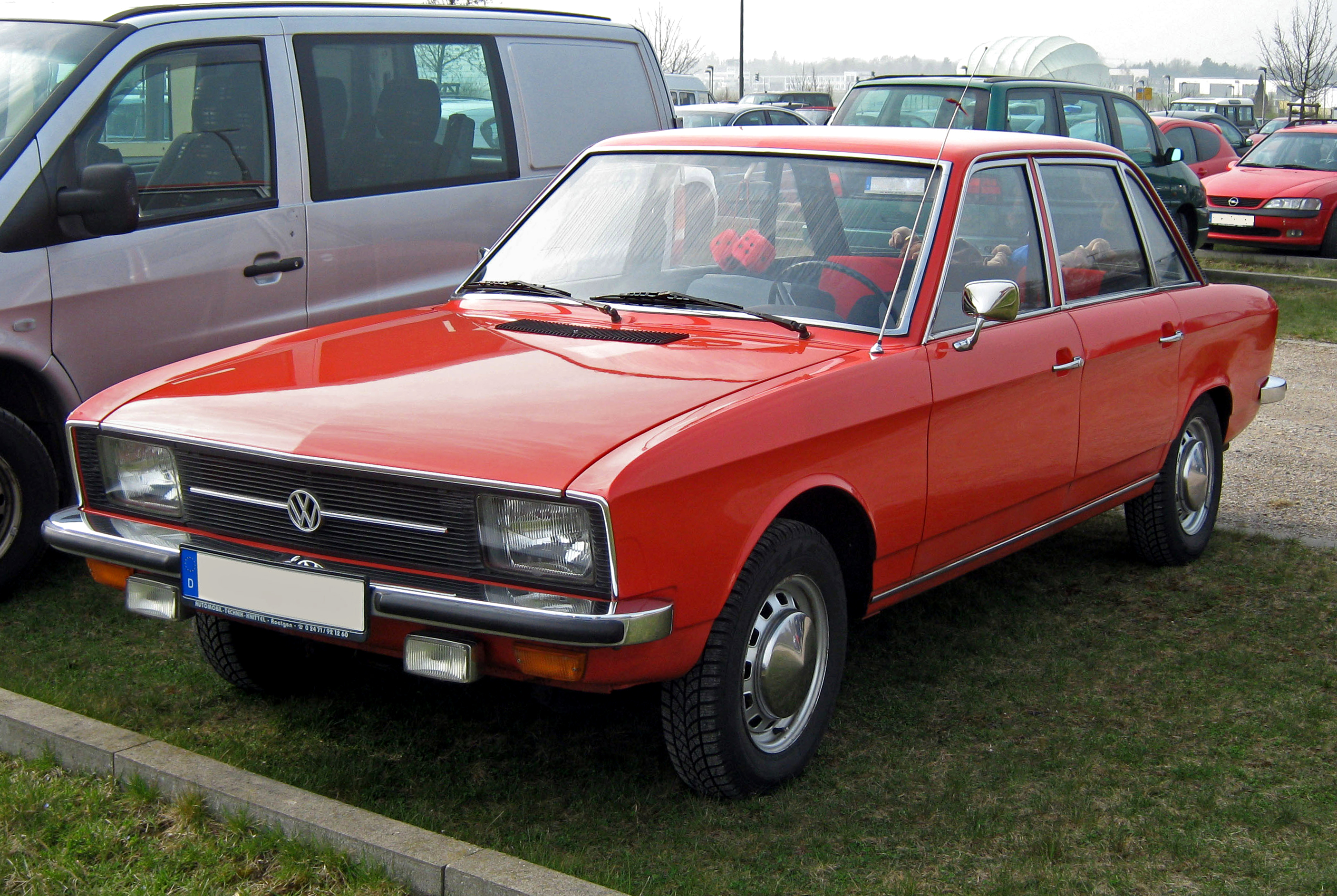
VW/NSU K70

У 1969 році до прем'єри для виставки у Франкфурті готується нова модель, яка отримує назву К70 — здешевлена версія моделі Ro80, і якщо "Rо80" значить "Rotor 80kW", то К70 розшифровується як "Kolben 70PS", тобто поршневий 70-сильний двигун. Під капотом у нього стояв 1,6-літровий бензиновий двигун водяного охолодження.

### Компанія у власності Volkswagen AG
Щедрі гарантійні зобов'язання дуже похитнули фінансовий стан фірми, яка й так вже сильно вклалася в розробку нових моделей, і 21 серпня фірму купує концерн Volkswagen AG, яка об'єднує NSU Motorenwerke AG з недавно купленою фірмою Auto Union AG. Об'єднана компанія отримує назву Audi NSU Auto Union AG. Весь управлінський відділ був перенесений в Інгольштадт, нові боси спішно починають вирішувати, що робити з новим проєктом К70, і зрештою вирішують представити машину публіці як новий Volkswagen K70. Усі 23 машини, які були вже виготовлені, отримують нові емблеми і через тиждень дебютують як "Фольксваген". Однак машину довелося доводити до розуму ще впродовж деякого часу, тому продажі передньопривідного "Фольксвагена" почалися наприкінці 1970 року.

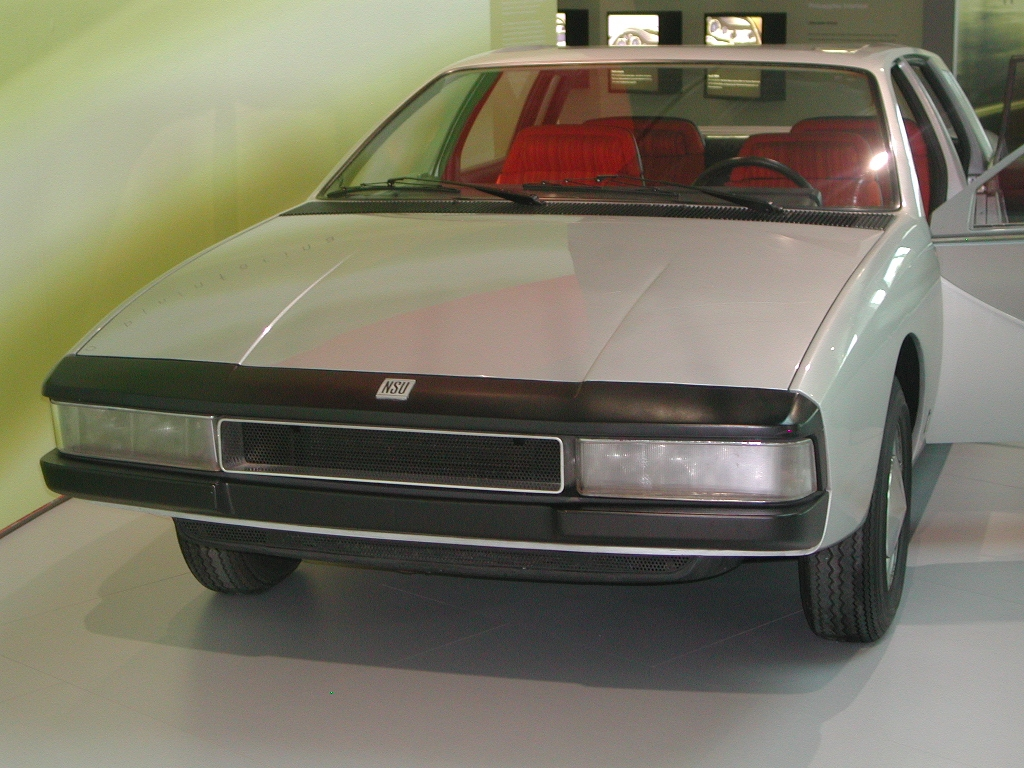
NSU Ro80 Pininfarina

У 1971 році знімається з виробництва модель TTS, а на виставці у Франкфурті показують прототип на базі "Rо80", побудований фірмою Pininfarina.

### Припинення виробництва автомобілів. Закриття компанії
У 1972 році роторний Ro80 доопрацьовується, проблеми з протіканням усуваються, тоді ж припиняють випускати ТТ. У 1973 році зупиняється виробництво NSU Prinz 4 і 1200 — єдиною машиною, яка має  логотип NSU, стає Ro80. На звільнених лініях починають випускати Audi 100 першого покоління, з 1976 року з конвеєра стали сходити Audi 100 другого покоління і Porsche 924. Через рік NSU Ro80 стає частиною історії, оскільки вона знімається з виробництва.
Що стосовно працівників NSU, то за їхньої безпосередньої участі з'явилися такі машини, як Audi 50, Volkswagen Golf, Volkswagen Passat. У 1984 році так само, як і назва NSU, Auto Union пропало з назви, але на акціях фірми Audi AG ім'я NSU досі значиться. Завод, що колись належав NSU, існує і нині, виробляючи Audi A6, Audi A8, Audi R8 і Lamborghini Gallardo. Там же випускають кузовні панелі для Audi TT, які названі так на честь легендарних гоночних маляток.

## Участь у мотоспорті
Компанія брала активну участь у змаганнях з мотоспорту і досягла там успіху. У середині 1950-тих гонщики NSU Вернер Хаас та Руперт Холлаус домінували у серії MotoGP у класах 125cc та 250cc, проте після трагічної загибелі чотирьох своїх спортсменів (Руперта Холлауса у 1954 році, Густава Баума у 1955 році та Ганса Балтісбергера у 1956 році, які загинули в гонках внаслідок нещасних випадків, а також Вернера Хааса, який загинув у авіакатастрофі в 1956 році) команда припинила свою участь у будь-яких спортивних змаганнях.
| Сезон | Клас  | Титул конструктора | Титул пілота | Переможець          |
| ----- | ----- | ------------------ | ------------ | ------------------- |
| 1953  | 125cc | —                  | +            | Вернер Хаас         |
| 1953  | 250cc | +                  | +            | Вернер Хаас         |
| 1954  | 125cc | +                  | +            | Руперт Холлаус      |
| 1954  | 250cc | +                  | +            | Вернер Хаас         |
| 1955  | 250cc | +                  | +            | Германн Поль Мюллер |

### Рекорди
Автомобілям та мотоциклам марки належало кілька рекордів швидкості.
У 1954 році на мотоциклі NSU BaummI, розробленому Густавом Адольфом Бауммом, з двигуном робочим об'ємом 49 см³ та потужність 3,4 к.с. була розвинена швидкість 127 км/год, що стало рекордом для такого класу мотоциклів (для порівняння: рекорд, встановлений у 2013 році, дорівнює 233,3 км/год). У цьому ж класі через рік, у долині солоного озера Бонневіль на мотоциклі BaummII, потужність двигуна якого вже становила 13,5 к.с., була розвинена максимальна швидкість 196 км/год, що знову стало світовим рекордом.
У 1956 році Вільям Герц розігнав мотоцикл NSU, оснащений 1,5 літровим двигуном з нагнітачем, до швидкості 339 км/год.

## Список автомобілів NSU
- 1905 - N.S.U.-Pipe 34PS
  - N.S.U.-Pipe 50PS
  - N.S.U. Sulmobil
- 1906 - N.S.U.-Pipe 15/24PS
  - N.S.U. 6/8PS
  - N.S.U. 6/10PS
- 1907 - N.S.U. 6/12PS
  - N.S.U. 8/15PS
  - N.S.U. 10/20PS

- 1908 - N.S.U.-Pipe 25/40PS
- 1910 - N.S.U. 5/10PS
  - N.S.U. 6/14PS
- 1911 - N.S.U. 8/24PS
  - N.S.U. 10/30PS
  - N.S.U. 13/40PS
- 1914 - NSU 5/15PS
  - NSU 1¼-Tonner
  - NSU 2½-Tonner
- 1921 - NSU 14/40PS
- 1923 - NSU 5/30PS Sport
- 1925 - NSU 5/25PS
  - NSU 8/40PS
- 1927 - NSU 6/30PS
  - NSU 7/34PS
- 1958 - NSU Prinz I
- 1959 - NSU Prinz II
  - NSU Sport Prinz
  - NSU Prinz 30
- 1960 - NSU Prinz III
- 1961 - NSU Prinz 4
- 1964 - NSU Prinz 1000
  - NSU Spider
- 1965 - NSU Prinz 4S
  - NSU Prinz 1000TT
  - NSU 110
- 1966 - NSU 110S
- 1967 - NSU 1000
  - NSU 1000C
  - NSU TT
  - NSU TTS
  - NSU 1200
  - NSU 1200C
  - NSU Ro80
- 1969 - NSU K70 (випускався як VW K70)